# Liste der Biografien/Hay
Liste der Biografien |
Portal Biografien |
Personensuche
# |
A |
B |
C |
D |
E |
F |
G |
H |
I |
J |
K |
L |
M |
N |
O |
P |
Q |
R |
S |
T |
U |
V |
W |
X |
Y |
Z |
?
 
Ha |
Hd |
He |
Hi |
Hj |
Hk |
Hl |
Hm |
Hn |
Ho |
Hr |
Hs |
Ht |
Hu |
Hv |
Hw |
Hy
 
Haa |
Hab |
Hac |
Had |
Hae–Haf |
Hag |
Hah |
Hai |
Haj |
Hak |
Hal |
Ham |
Han |
Hao |
Hap |
Haq |
Har |
Has |
Hat |
Hau |
Hav |
Haw |
Hax |
Hay |
Haz
Die Liste der Biografien führt alle Personen auf, die in der deutschsprachigen Wikipedia einen Artikel haben. Dieses ist eine Teilliste mit 842 Einträgen von Personen, deren Namen mit den Buchstaben „Hay“ beginnt.

## Hay
- Hay Drummond-Hay, Grace Marguerite (1895–1946), britische Journalistin, erste Frau, die in einem Luftschiff die Erde umrundete
- Hay du Chastelet, Daniel (1596–1671), französischer römisch-katholischer Geistlicher, Kommendatarabt und Mitglied der Académie française
- Hay du Chastelet, Paul (1592–1636), französischer Politiker, Schriftsteller und Mitglied der Académie française
- Hay of Logie, Thomas († 1513), schottischer Adliger
- Hay, Adam, 7. Baronet (1795–1867), britischer Adliger, Bankier und Politiker
- Hay, Alex (1933–2011), schottischer Golflehrer und Golfkommentator
- Hay, Alexandre (1919–1991), Schweizer Anwalt, Präsident des Internationalen Komitees vom Roten Kreuz (1976–1986)
- Hay, Allan S. (1929–2017), kanadischer Chemiker und Hochschullehrer
- Hay, Andrew (* 1964), neuseeländischer Ruderer
- Hay, Andrew (* 1985), neuseeländischer Eishockeyspieler
- Hay, Andrew K. (1809–1881), US-amerikanischer Politiker
- Hay, Arthur, 15. Earl of Kinnoull (1935–2013), britischer Peer und Politiker
- Hay, Arthur, 9. Marquess of Tweeddale (1824–1878), schottischer Offizier und Ornithologe
- Hay, Barry (* 1948), niederländischer RocksängerBarry Hay (* 1948)
- Hay, Bernardo (* 1864), britischer Maler

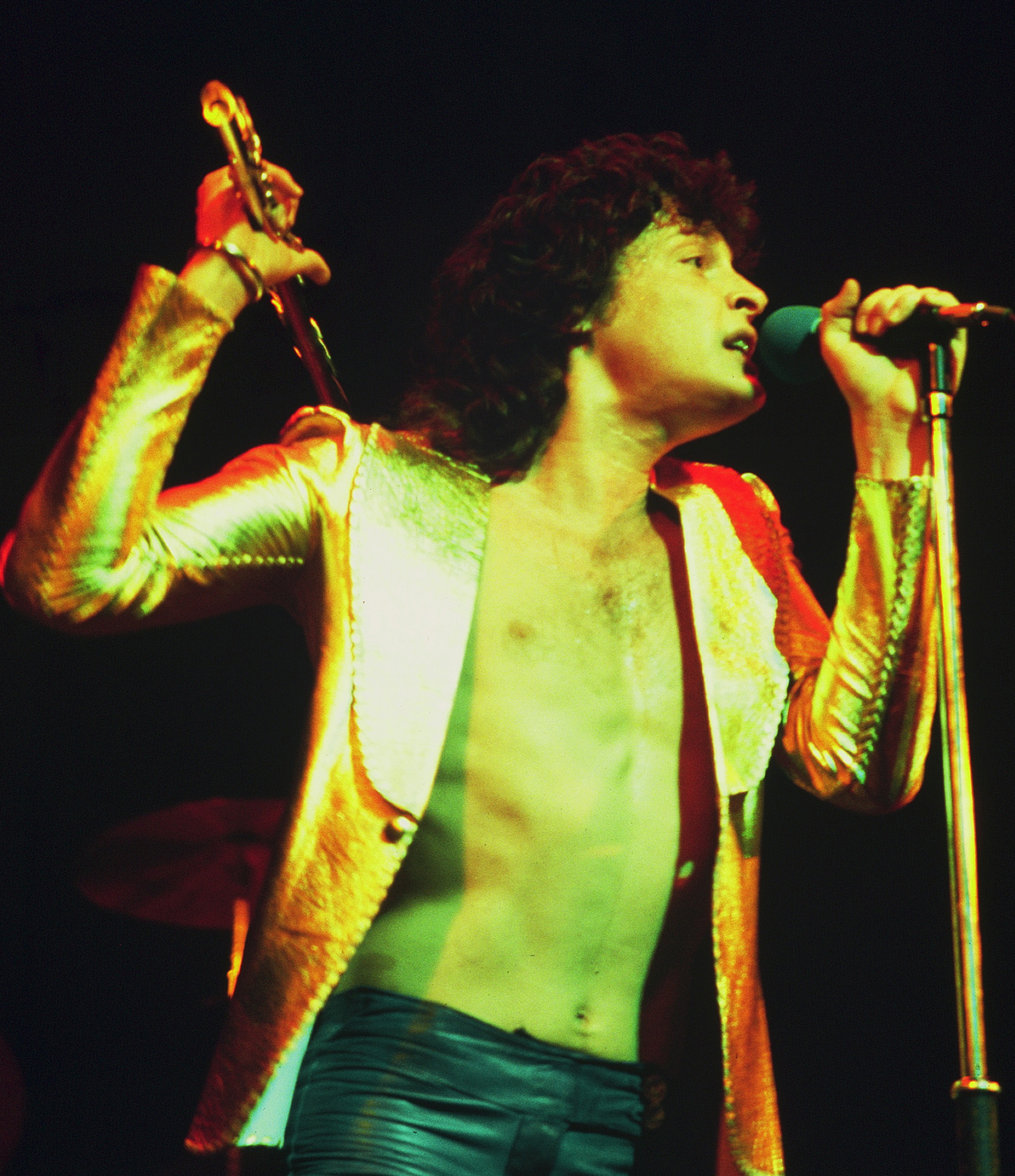
Barry Hay (* 1948)

- Hay, Bill (1935–2024), kanadischer Eishockeyspieler und -funktionär
- Hay, Charles († 1760), schottisch-britischer General und Politiker
- Hay, Charles, 13. Earl of Erroll († 1717), schottisch-britischer Peer und Politiker
- Hay, Charles, 14. Marquess of Tweeddale (* 1947), britischer Peer
- Hay, Charles, 16. Earl of Kinnoull (* 1962), britischer Peer und Politiker
- Hay, Charles, 3. Marquess of Tweeddale († 1715), schottisch-britischer Peer und Politiker
- Hay, Christian (1944–1984), französischer Schauspieler
- Hay, Colin (* 1953), australischer MusikerColin Hay (* 1953)

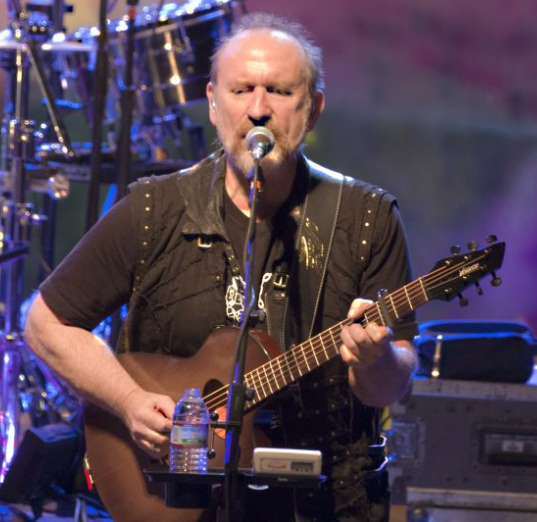
Colin Hay (* 1953)

- Hay, Danny (* 1975), neuseeländischer Fußballspieler und -trainer
- Hay, David (* 1948), schottischer Fußballspieler und -trainer
- Hay, David de la († 1346), schottischer Adliger und High Constable of Scotland
- Hay, David, 12. Marquess of Tweeddale (1921–1979), britischer Peer und Politiker
- Hay, Denys (1915–1994), britischer Historiker
- Hay, Don (* 1954), kanadischer Eishockeyspieler und -trainer
- Hay, Dwayne (* 1977), kanadischer Eishockeyspieler
- Hay, Ebba (1866–1954), schwedische Tennisspielerin
- Hay, Eduardo (1877–1941), mexikanischer General, Diplomat und Politiker
- Hay, Edward, 13. Marquess of Tweeddale (1947–2005), britischer Peer und Politiker
- Hay, Elizabeth, Countess of Erroll (1801–1856), uneheliche Tochter von König William IV. und Dorothy Jordan
- Hay, Elspeth (* 1930), britische Sprinterin
- Hay, Garry (* 1977), schottischer Fußballspieler
- Hay, George (1922–1997), britischer Science-Fiction-Autor und -Herausgeber
- Hay, George D. (1895–1968), US-amerikanischer Radiomoderator und Gründer der populären Radiosendung Grand Ole Opry
- Hay, George, 1. Earl of Kinnoull (1570–1634), schottischer Adliger, Lordkanzler von Schottland
- Hay, George, 16. Earl of Erroll (1767–1798), schottisch-britischer Peer und Politiker
- Hay, George, 2. Earl of Kinnoull († 1644), schottischer Adliger
- Hay, George, 3. Earl of Kinnoull, schottischer Adliger und Royalist
- Hay, George, 5. Earl of Kinnoull († 1687), schottischer Adliger und Royalist
- Hay, George, 5. Marquess of Tweeddale (1758–1770), britischer Peer
- Hay, George, 6. Marquess of Tweeddale († 1787), britischer Peer
- Hay, George, 7. Earl of Erroll († 1574), schottischer Adliger und Politiker
- Hay, George, 7. Marquess of Tweeddale (1753–1804), britischer Peer, Politiker und Offizier
- Hay, George, 8. Marquess of Tweeddale (1787–1876), britischer Offizier, Peer und Kolonialbeamter
- Hay, George, Earl of Gifford (1822–1862), britischer Adliger und Politiker
- Hay, Harry (1893–1952), australischer Schwimmer und Trainer
- Hay, Harry (1912–2002), US-amerikanischer LGBT-AktivistHarry Hay (1912–2002)

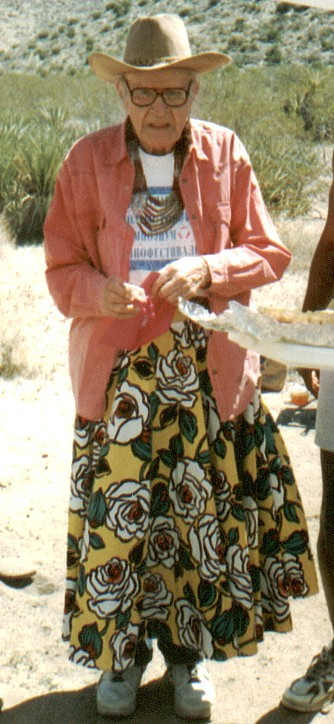
Harry Hay (1912–2002)

- Hay, Howard (1866–1940), US-amerikanischer Mediziner
- Hay, Hugo (* 1997), französischer Langstreckenläufer
- Hay, James (1788–1862), britischer Adliger und General
- Hay, James (1856–1931), US-amerikanischer Jurist und Politiker
- Hay, James Shaw (1839–1924), britischer Kolonialverwalter
- Hay, James, 1. Baronet († 1654), schottischer Adliger
- Hay, James, 1. Baronet († 1704), schottischer Adliger und Politiker
- Hay, James, 1. Earl of Carlisle († 1636), schottisch-englischer Adliger und Staatsmann
- Hay, James, 15. Earl of Erroll (1726–1778), schottisch-britischer Peer und Politiker
- Hay, James, 2. Earl of Carlisle († 1660), schottisch-englischer Adliger
- Hay, James, Lord Hay (1797–1815), schottisch-britischer Adliger und Offizier
- Hay, Jane Benham, britische Malerin
- Hay, Johann Eduard (1815–1841), deutsch-baltischer Porträtmaler der Düsseldorfer Schule
- Hay, Johann Leopold von (1735–1794), Bischof von Königgrätz
- Hay, John († 1706), schottischer Adliger und Offizier
- Hay, John (1793–1851), britischer Marineoffizier und Politiker
- Hay, John (1827–1916), britischer Admiral und Politiker
- Hay, John (1838–1905), US-amerikanischer Politiker, Außenminister der Vereinigten Staaten (1898–1905)John Hay (1838–1905)

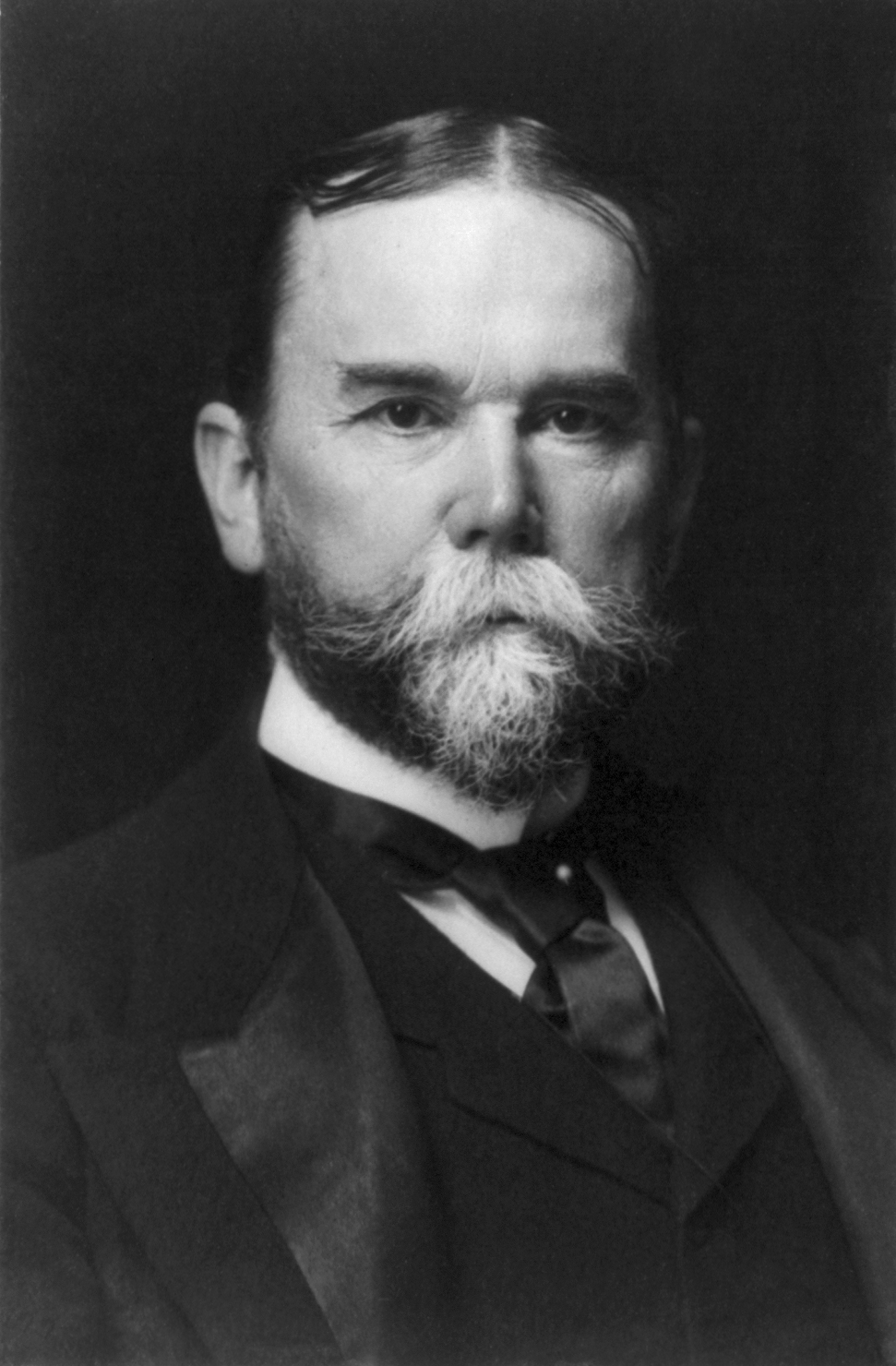
John Hay (1838–1905)

- Hay, John B. (1834–1916), US-amerikanischer Politiker
- Hay, John H. Jr. (1917–1995), US-amerikanischer Offizier, Generalleutnant der US-Army
- Hay, John, 1. Baronet († 1706), schottischer Adliger
- Hay, John, 1. Lord Hay of Yester (* 1450), schottischer Adliger
- Hay, John, 2. Baronet, schottischer Adliger
- Hay, John, 2. Lord Hay of Yester († 1513), schottischer Adliger
- Hay, John, 2. Marquess of Tweeddale (1645–1713), schottischer Politiker und Lordkanzler von Schottland
- Hay, John, 4. Lord Hay of Yester († 1556), schottischer Adliger
- Hay, John, 4. Marquess of Tweeddale († 1762), schottisch-britischer Peer, Richter und Politiker
- Hay, John, 5. Baronet (1755–1830), britischer Adliger und Bankier
- Hay, John, 6. Baronet (1788–1838), britischer Adliger und Politiker
- Hay, Joshua (* 1988), neuseeländischer Eishockeyspieler
- Hay, Josslyn, 22. Earl of Erroll (1901–1941), britischer Politiker (parteiunabhängig)
- Hay, Julius (1900–1975), ungarisch-österreichischer kommunistischer Dramatiker
- Hay, Kirsty (* 1972), schottische Curlerin
- Hay, Lachlan (* 1986), australischer Shorttracker
- Hay, Lothar (* 1950), deutscher Politiker (SPD), MdL, Landesminister in Schleswig-Holstein
- Hay, Louis (* 1926), französischer Literaturwissenschaftler, Gründer und Leiter des CAM/ITEM Paris
- Hay, Louise (1926–2017), US-amerikanische SachbuchautorinLouise Hay (1926–2017)

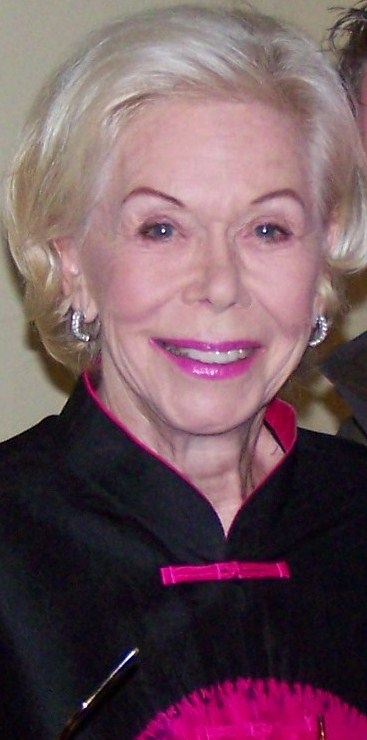
Louise Hay (1926–2017)

- Hay, Louise (1935–1989), französisch-amerikanische Mathematikerin und Hochschullehrerin
- Hay, Marie (1873–1938), englische Schriftstellerin
- Hay, Marion E. (1865–1933), US-amerikanischer Politiker
- Hay, Merlin, 24. Earl of Erroll (* 1948), britischer Peer und Politiker (parteiunabhängig)
- Hay, Mike, schottischer Curler
- Hay, Nicholas, 2. Earl of Erroll († 1470), schottischer Adliger
- Hay, Oliver Perry (1846–1930), US-amerikanischer Zoologe und Paläontologe
- Hay, Richard (* 1964), britischer Autorennfahrer
- Hay, Richard L. (1926–2006), US-amerikanischer Geologe
- Hay, Robert (1799–1863), schottischer Reisender, Antiquitätenhändler und früher Ägyptologe
- Hay, Robert, 2. Baronet (1672–1751), schottischer Adliger und Offizier
- Hay, Roy (* 1961), britischer MusikerRoy Hay (* 1961)

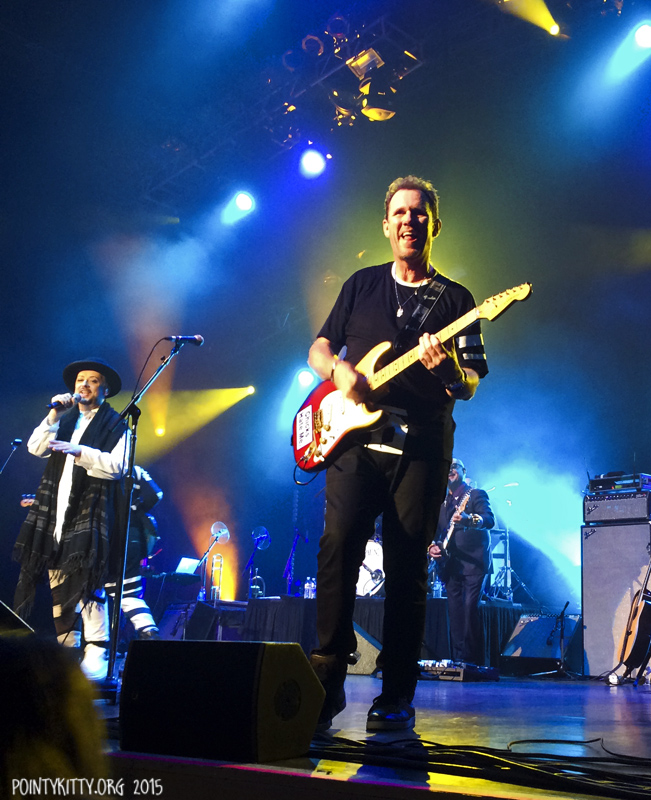
Roy Hay (* 1961)

- Hay, Sarah (* 1987), US-amerikanische Fernseh- und Filmschauspielerin sowie Ballerina an der Semperoper Dresden
- Hay, Stella (* 1893), deutsch-österreichische Schauspielerin
- Hay, Thomas de la († 1406), schottischer Adliger und High Constable of Scotland
- Hay, Thomas, 1. Baronet, schottischer Adliger
- Hay, Thomas, 2. Baronet († 1769), schottisch-britischer Adliger
- Hay, Thomas, 7. Earl of Kinnoull († 1719), schottisch-britischer Adliger
- Hay, Victor, 21. Earl of Erroll (1876–1928), britischer Diplomat und Schriftsteller
- Hay, Will (1888–1949), britischer Schauspieler, Drehbuchautor, Filmregisseur, Bühnenkomiker, Pilot und Astronom
- Hay, William († 1723), schottisch-britischer Adliger und Offizier
- Hay, William Perry (1872–1947), US-amerikanischer Paläontologe und Zoologe
- Hay, William Winn (1934–2022), US-amerikanischer Geologe
- Hay, William, 1 Lord Hay († 1437), schottischer Adliger und High Constable of Scotland
- Hay, William, 10. Marquess of Tweeddale (1826–1911), britischer Peer und Politiker
- Hay, William, 11. Marquess of Tweeddale (1884–1967), britischer Peer und Politiker
- Hay, William, 17. Earl of Erroll (1772–1819), schottisch-britischer Peer und Politiker
- Hay, William, 18. Earl of Erroll (1801–1846), schottischer Peer und Politiker
- Hay, William, 3. Earl of Erroll († 1507), schottischer Adliger und Diplomat
- Hay, William, 4. Earl of Erroll († 1513), schottischer Adliger
- Hay, William, 4. Earl of Kinnoull († 1677), schottischer Adliger und Militär
- Hay, William, 5. Earl of Erroll († 1522), schottischer Adliger und Diplomat
- Hay, William, 5. Lord Hay of Yester (1538–1586), schottischer Adliger
- Hay, William, 6. Earl of Erroll († 1541), schottischer Adliger
- Hay, William, 6. Earl of Kinnoull († 1709), schottischer Adliger
- Hay, William, 6. Lord Hay of Yester (1561–1591), schottischer Adliger
- Hay, William, Baron Hay of Ballyore (* 1950), nordirischer Politiker
- Hay-Drummond, Robert, 10. Earl of Kinnoull (1751–1804), britischer Peer und Lord Lyon King of Arms
- Hay-Drummond, Thomas, 11. Earl of Kinnoull (1785–1866), britischer Peer und Lord Lyon King of Arms
- Hay-Makdougall, George, 3. Baronet (1705–1777), schottisch-britischer Adliger
- Hay-Makdougall, Henry, 4. Baronet († 1825), schottisch-britischer Adliger

### Haya
- Haya bint al-Hussein (* 1974), jordanische Sportlerin, Tochter des jordanischen Königs Hussein I.Haya bint al-Hussein (* 1974)

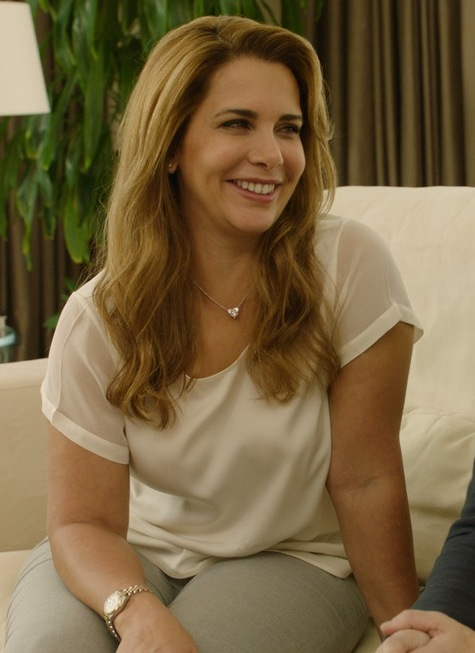
Haya bint al-Hussein (* 1974)

- Haya de la Torre, Víctor Raúl (1895–1979), peruanischer Politiker, Gründer der APRA
- Haya, Elmer, philippinischer Poolbillardspieler
- Hayai, Amin (* 1970), persischer Schauspieler
- Hayaishi, Osamu (1920–2015), japanischer Biochemiker
- Hayakari, Minori (* 1972), japanische Leichtathletin
- Hayakawa, Akiko, japanische Fußballspielerin
- Hayakawa, Chie (* 1976), japanische Filmregisseurin und Drehbuchautorin
- Hayakawa, Eri (* 1981), japanische Marathonläuferin
- Hayakawa, Fumiya (* 1994), japanischer Fußballspieler
- Hayakawa, Jumpei (* 2005), japanischer Fußballspieler
- Hayakawa, Ken’ichi (* 1986), japanischer Badmintonspieler
- Hayakawa, Kiyohide (1949–2018), japanischer Bauingenieur, Sektenmitglied und Terrorist
- Hayakawa, Masaaki (1934–2024), japanischer Komponist
- Hayakawa, Ren (* 1987), japanische Bogenschützin
- Hayakawa, S. I. (1906–1992), US-amerikanischer Akademiker und Politiker
- Hayakawa, Sachio (1923–1992), japanischer Astrophysiker und Physiker
- Hayakawa, Sessue (1889–1973), japanischer SchauspielerSessue Hayakawa (1889–1973)

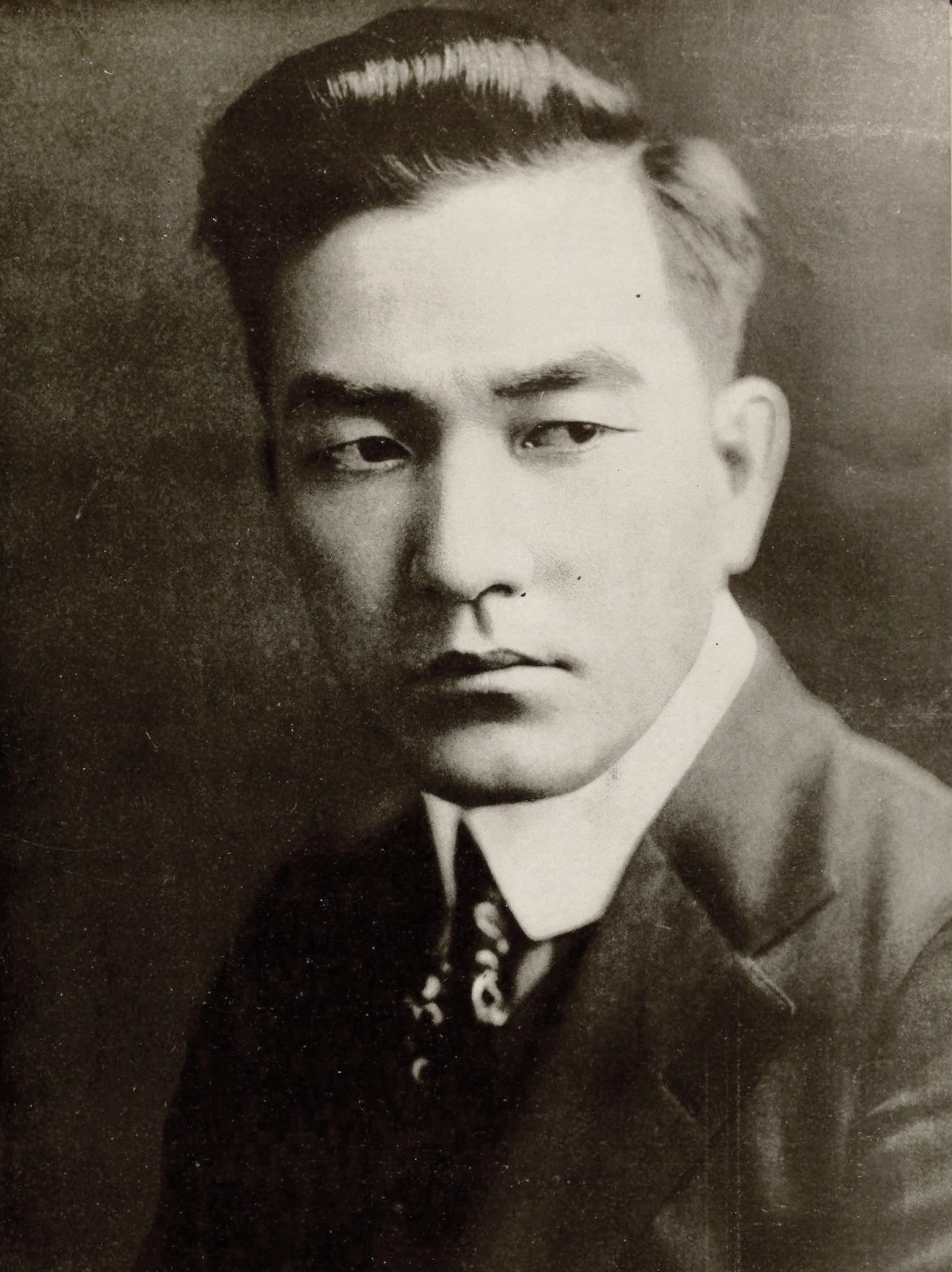
Sessue Hayakawa (1889–1973)

- Hayakawa, Shūji, japanischer Astronom
- Hayakawa, Takeharu (* 1954), japanischer Jazzmusiker
- Hayakawa, Tokuji (1893–1980), japanischer Unternehmer
- Hayakawa, Tomoki (* 1999), japanischer Fußballspieler
- Hayakawa, Tomonobu (* 1977), japanischer Fußballspieler
- Hayal, Yasin (* 1981), türkischer Straftäter
- Hayâlî († 1557), osmanischer Dichter
- Hayali, Dunja (* 1974), deutsche Journalistin und FernsehmoderatorinDunja Hayali (* 1974)

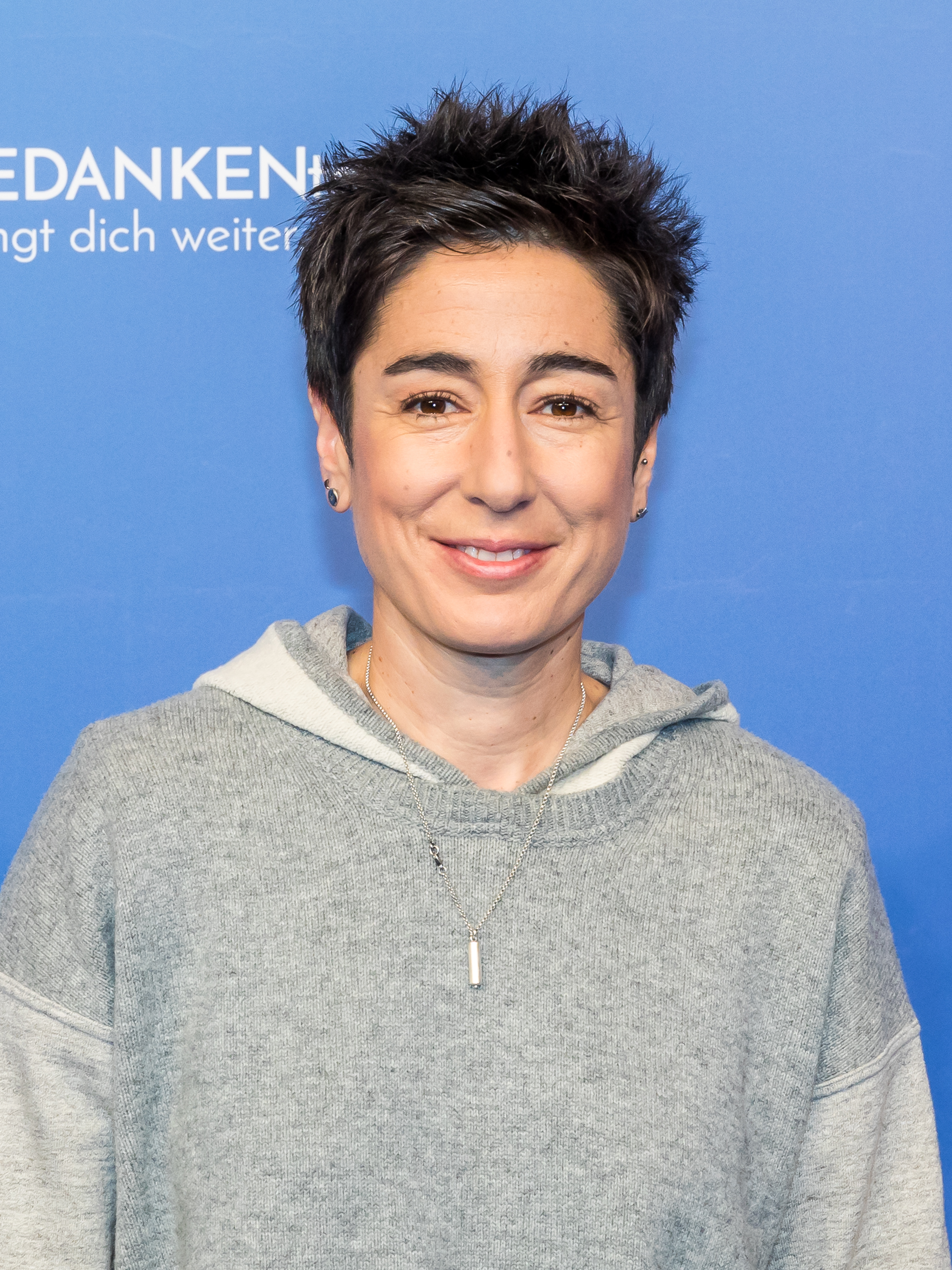
Dunja Hayali (* 1974)

- Hayam, Waleed al- (* 1991), bahrainischer Fußballspieler
- Hayama, Gō (* 1993), japanischer Fußballspieler
- Hayama, Takumi (* 1978), japanischer Fußballspieler
- Hayama, Yoshiki (1894–1945), Autor der proletarischen Literatur Japans
- Hayami, Akira (1929–2019), japanischer Historiker
- Hayami, Gyoshū (1894–1935), japanischer Maler
- Hayami, Masaru (1925–2009), japanischer Bankfachmann
- Hayami, Saori (* 1991), japanische Synchronsprecherin (Seiyū) und Sängerin
- Hayami, Shuhei (* 2000), japanischer Fußballspieler
- Hayano, Hiroshi (* 1955), japanischer Fußballspieler
- Hayasaka, Fumio (1914–1955), japanischer Komponist
- Hayasaka, Irenaeus (1888–1946), japanischer römisch-katholischer Priester und Apostolischer Vikar in Korea
- Hayasaka, Januarius Kyūnosuke (1883–1959), japanischer Geistlicher, römisch-katholischer Bischof von Nagasaki
- Hayasaka, Kiyoshi (* 1954), japanischer Skilangläufer
- Hayasaka, Ryōta (* 1985), japanischer Fußballspieler
- Hayasaka, Sachi (* 1960), japanische Jazzmusikerin
- Hayasaka, Yuki (* 1999), japanischer Fußballspieler
- Hayasaki, Shūhei (* 1987), japanischer Badmintonspieler
- Hayashi Razan (1583–1657), Konfuzianer der frühen Edo-Zeit
- Hayashi, Aiko (* 1993), japanische Synchronschwimmerin
- Hayashi, Akihiro (* 1987), japanischer Fußballspieler
- Hayashi, Chujiro (1880–1940), japanischer Marinearzt und Reiki-Lehrer
- Hayashi, Chūshirō (1920–2010), japanischer Astrophysiker
- Hayashi, Daichi (* 1997), japanischer Fußballspieler
- Hayashi, Dōei (1640–1708), japanischer Chinesisch-Dometscher, Dichter und Kalligraph
- Hayashi, Eiichi (* 1950), japanischer Jazzmusiker
- Hayashi, Erina (* 1994), japanische Tennisspielerin
- Hayashi, Fubō (1900–1935), japanischer Schriftsteller
- Hayashi, Fumiko (1903–1951), japanische Schriftstellerin der Taishô- und frühen Shôwa-Zeit
- Hayashi, Fumiko (* 1946), japanische Politikerin und ehemalige Managerin
- Hayashi, Fusao (1903–1975), japanischer Schriftsteller
- Hayashi, Gahō (1618–1680), japanischer konfuzianischer Philosoph
- Hayashi, Hikaru (1931–2012), japanischer Komponist, Dirigent, Pianist und Autor
- Hayashi, Hiromori (1831–1896), japanischer Komponist, Angehöriger des kaiserlichen Hofes in Kyōto und einer der Komponisten der japanischen Nationalhymne Kimi Ga Yo
- Hayashi, Hiroyuki (* 1973), japanischer Leichtathlet
- Hayashi, Hiroyuki (* 1983), japanischer Fußballspieler
- Hayashi, Honoka (* 1998), japanische Fußballspielerin
- Hayashi, Ikuo (* 1947), japanischer Herzchirurg, Sektenmitglied und Terrorist
- Hayashi, Izuo (1922–2005), japanischer Physiker
- Hayashi, Jōji (1889–1960), japanischer Politiker
- Hayashi, Jussai (1768–1841), Samurai und Philosoph
- Hayashi, Kazuaki (* 1976), japanischer Fußballspieler
- Hayashi, Keiichi (1879–1957), japanischer Bauingenieur
- Hayashi, Keisuke (* 1988), japanischer Fußballspieler
- Hayashi, Kentarō (* 1972), japanischer Fußballspieler
- Hayashi, Kimuko (1886–1967), japanische Tänzerin und Schriftstellerin
- Hayashi, Kōhei (* 1978), japanischer Fußballspieler
- Hayashi, Komao (1936–2024), japanischer Puppenmacher
- Hayashi, Kōtarō (* 2000), japanischer Fußballspieler
- Hayashi, Kyōko (1930–2017), japanische Schriftstellerin und Atombombenopfer
- Hayashi, Mariko (* 1954), japanische Schriftstellerin, Essayistin und Kolumnistin
- Hayashi, Masako (1928–2001), japanische Architektin
- Hayashi, Masamichi (* 1996), japanischer Fußballspieler
- Hayashi, Mizuki (* 1996), japanischer Fußballspieler
- Hayashi, Motoo (* 1947), japanischer Politiker
- Hayashi, Naoki (* 1998), japanischer Fußballspieler
- Hayashi, Okagi (1909–2025), japanische Altersrekordlerin
- Hayashi, Ryan (* 1973), kanadischer Zauberkünstler
- Hayashi, Ryōhei (* 1986), japanischer Fußballspieler
- Hayashi, Ryota (* 1995), japanischer Fußballspieler
- Hayashi, Satoru (* 1988), japanischer Fußballspieler
- Hayashi, Senjūrō (1876–1943), General der kaiserlich japanischen Armee, Premierminister von Japan
- Hayashi, Shihei (1738–1793), japanischer Samurai und Gelehrter
- Hayashi, Shōgo (* 1997), japanischer Fußballspieler
- Hayashi, Shōji (1928–2011), japanischer Architekt
- Hayashi, Shōta (* 1995), japanischer Fußballspieler
- Hayashi, Tadaaki (1920–2017), japanischer Tischtennisspieler
- Hayashi, Tadahiko (1918–1990), japanischer Fotograf
- Hayashi, Tadamasa (1853–1906), japanischer Kunsthändler
- Hayashi, Tadao († 2001), japanischer Musiker
- Hayashi, Tadasu (1850–1913), japanischer Politiker
- Hayashi, Taizō (1920–1998), japanischer Wasserbauingenieur und Hochschullehrer
- Hayashi, Takaaki, japanischer Badmintonspieler
- Hayashi, Takao (* 1949), japanischer Mathematikhistoriker und Indologe
- Hayashi, Takehiro (* 1976), japanischer Fußballspieler
- Hayashi, Takenori (* 1980), japanischer Fußballspieler
- Hayashi, Takeshi (1896–1975), japanischer Maler
- Hayashi, Takuto (* 1982), japanischer Fußballspieler
- Hayashi, Tatsuo (1896–1984), japanischer Philosoph und Literaturkritiker
- Hayashi, Teruo (1924–2004), japanischer Karate-Meister
- Hayashi, Tomoya (* 1999), japanischer Fußballspieler
- Hayashi, Toshihiko (1931–2010), japanischer Überlebender des Atombombenabwurfs auf Hiroshima, geschäftsführender Präsident der "International Youth Association Hiroshima"
- Hayashi, Tsuruichi (1873–1935), japanischer Mathematiker
- Hayashi, Yasuo (1957–2018), japanisches Sektenmitglied und Terrorist
- Hayashi, Yōhei (* 1989), japanischer Fußballspieler
- Hayashi, Yoshihide (1891–1978), japanischer Militär, General der kaiserlich japanischen Armee
- Hayashi, Yoshiki (* 1965), japanischer Musiker und Produzent, Mitglied von X JapanYoshiki Hayashi (* 1965)

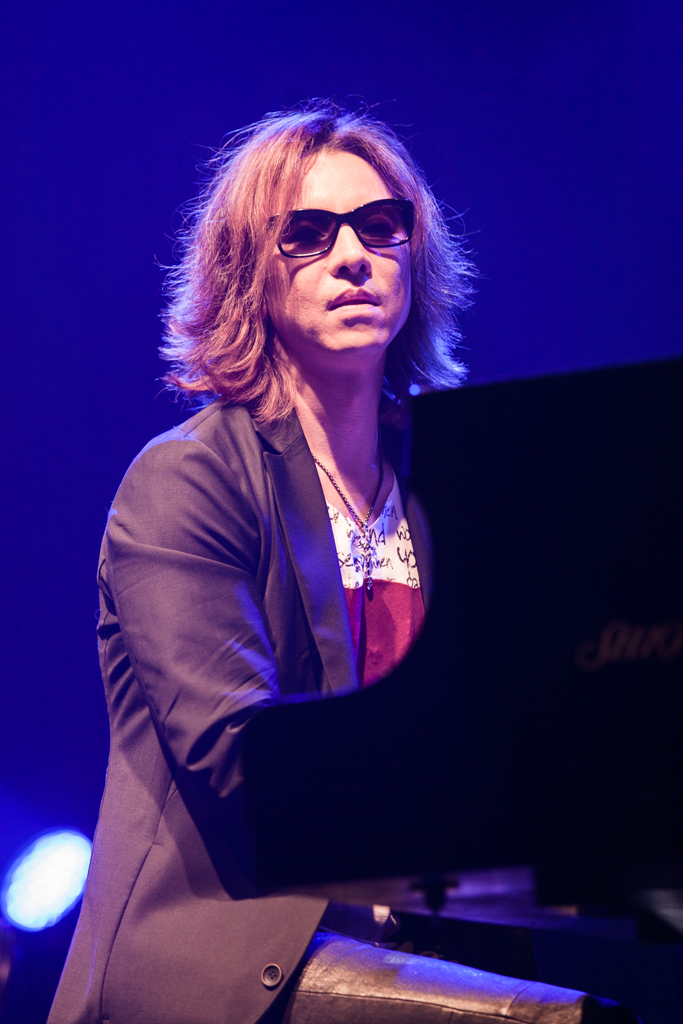
Yoshiki Hayashi (* 1965)

- Hayashi, Yoshimasa (* 1961), japanischer Politiker
- Hayashi, Yumie (* 1978), japanische Curlerin
- Hayashi, Yūsuke (* 1990), japanischer Fußballspieler
- Hayashi, Yūzō (1842–1921), japanischer Politiker
- Hayashibara, Megumi (* 1967), japanische Synchronsprecherin und Sängerin
- Hayashida, Kaito (* 2001), japanischer Fußballspieler
- Hayashida, Kōichi (* 1969), japanischer Videospielentwickler
- Hayashida, Kōya (* 1999), japanischer Fußballspieler
- Hayashida, Yukio (1915–2007), japanischer Politiker
- Hayashizaki Shigenobu (* 1542), japanischer Samurai; Begründer des Iaidō
- Hayat Chatun († 1241), Sklavin und Konkubine
- Hayat, Mehwish (* 1988), pakistanische Schauspielerin, Synchronsprecherin, Sängerin und Model
- Hayata, Bunzō (1874–1934), japanischer Botaniker
- Hayata, Hina (* 2000), japanische Tischtennisspielerin
- Hayata, Seiya (* 1995), japanischer Eishockeyspieler
- Hayata, Takuji (* 1940), japanischer Kunstturner
- Hayathi, Dimple (* 1998), indische Schauspielerin
- Hayati binti Mohd Salleh, Rechtsanwältin und Politikerin in Brunei
- Hayato, Takao, japanischer Badmintonspieler
- Hayatou, Issa (1946–2024), kamerunischer Sportler und SportfunktionärIssa Hayatou (1946–2024)

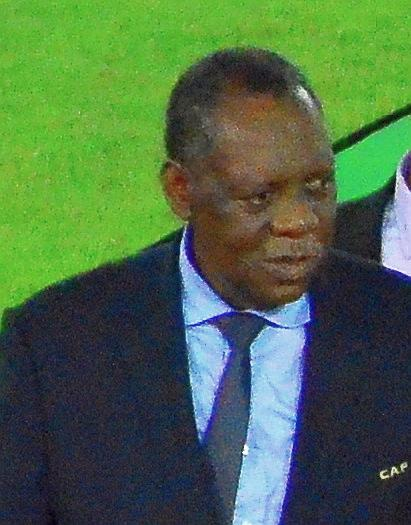
Issa Hayatou (1946–2024)

- Hayatou, Sadou (1942–2019), kamerunischer Politiker, Premierminister von Kamerun
- Hayayei, Abdullah (1980–2017), emiratischer Leichtathlet

### Hayb
- Hayb, Amira al (* 1985), israelische Soldatin, erste Beduinin im Kampfeinsatz
- Haybach, Rudolf (1886–1983), österreichischer Maler, Schriftsteller und Verleger
- Haybäck, Hannes (1931–2018), österreichischer Kunstpädagoge, Hochschullehrer und Rektor der Kunsthochschule Linz
- Haybäck, Johannes (* 1977), österreichischer Pathologe, Neuropathologe und Molekularbiologe
- Haybäck, Karl (1861–1926), österreichischer Architekt
- Hayberger, Johann Gotthard (1695–1764), österreichischer Barockbaumeister
- Hayböck, Michael (* 1991), österreichischer SkispringerMichael Hayböck (* 1991)

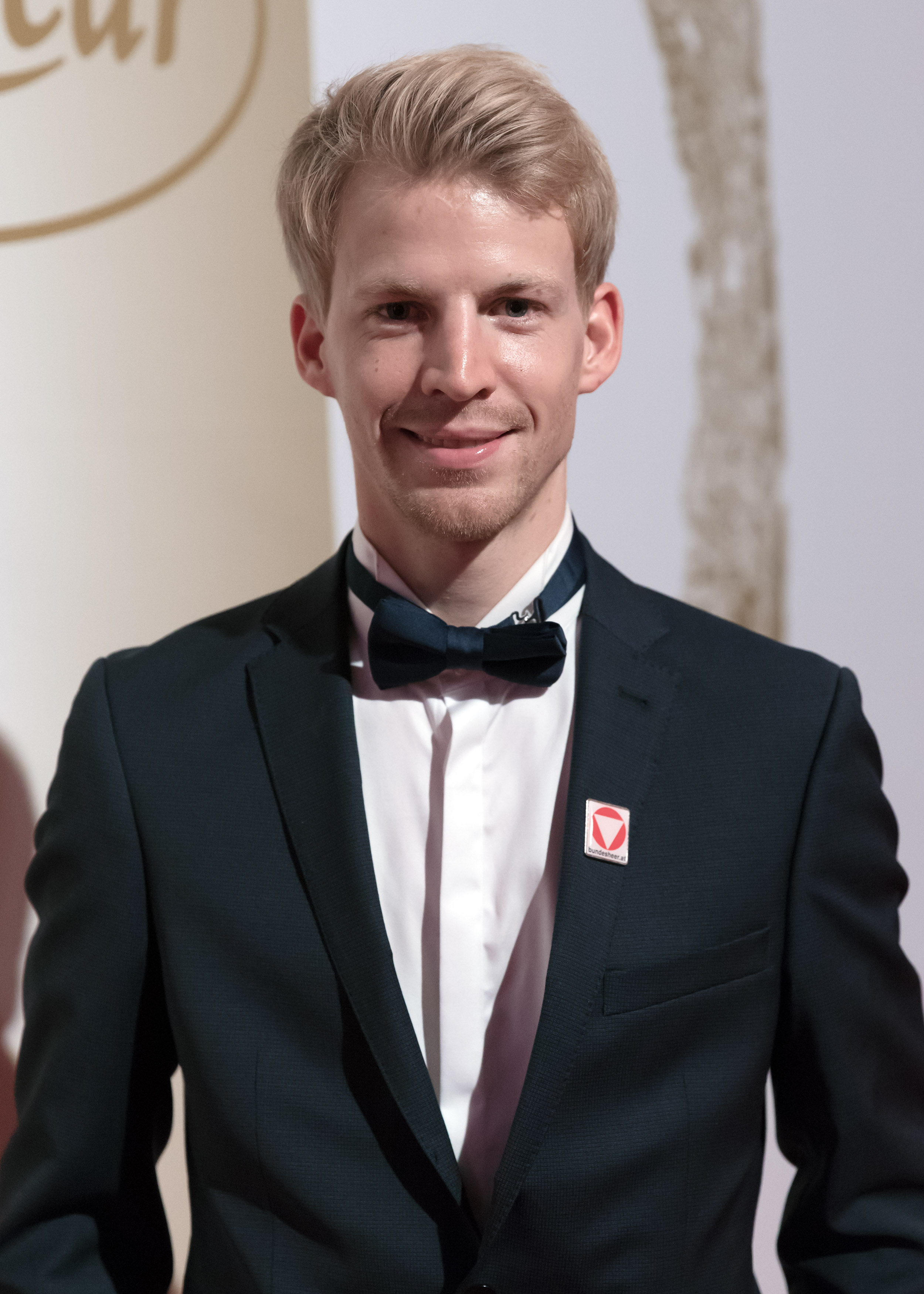
Michael Hayböck (* 1991)

- Hayböck, Stefan (* 1989), österreichischer Skispringer

### Hayc
- Haycock, Simon, britisch-kanadischer Schauspieler und Synchronsprecher
- Haycocks, Jaymie (* 1983), englischer Squashspieler
- Haycook, Kelsey (* 1993), US-amerikanische Fußballspielerin
- Haycox, Ernest (1899–1950), US-amerikanischer Schriftsteller (Western)

### Hayd
- Hayd, Bernhard (1807–1865), deutscher Politiker und bayerischer Bürgermeister
- Hayd, Karl (1882–1945), österreichischer Maler und Grafiker
- Hayd, Stephan (1744–1802), deutscher Benediktiner, Geistlicher, Theologe und Hochschullehrer
- Haydar, Darren (* 1979), kanadischer Eishockeyspieler
- Haydar, Mona (* 1988), US-amerikanische Rapperin, Poetin, Aktivistin und Geistliche
- Haydar, Sultan (* 1987), türkische Mittel- und Langstreckenläuferin äthiopischer Herkunft
- Haydarov, Azizbek (* 1985), usbekischer Fußballspieler
- Haydarov, Oʻtkirbek (* 1974), usbekischer Boxer
- Haydary, Omran (* 1998), niederiändisch-afghanischer Fußballspieler
- Hayday, Arthur (1869–1956), britischer Politiker (Labour Party) und Gewerkschafter
- Haydé (* 1956), Kinderbuchautorin, Comiczeichnerin und Illustratorin
- Hayde, Dieter (1942–2017), österreichischer Architekt
- Haydée, Marcia (* 1937), brasilianische TänzerinMarcia Haydée (* 1937)

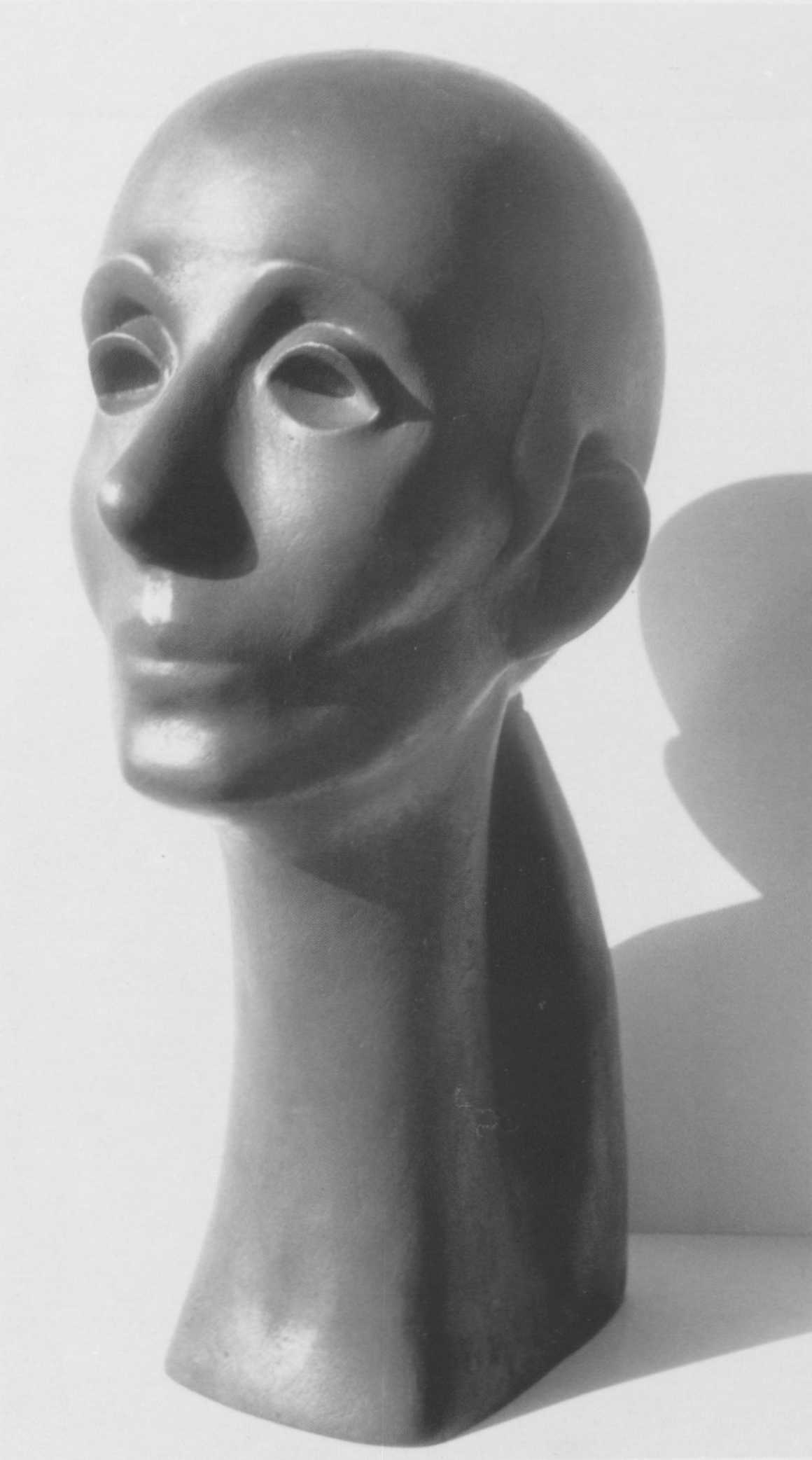
Marcia Haydée (* 1937)

- Hayden (* 1971), kanadischer Musiker
- Hayden Coffin, Adeline (1862–1939), deutsch-britische Sängerin und Filmschauspielerin
- Hayden von und zu Dorff, Eduard (1815–1895), österreichischer Gutsbesitzer und Politiker
- Hayden zu Dorff, Sigmund Christoph (1853–1926), österreichischer Politiker
- Hayden, Alma (1927–1967), US-amerikanische Chemikerin
- Hayden, Bill (1933–2023), australischer Politiker, Außenminister und Generalgouverneur
- Hayden, Brent (* 1983), kanadischer Schwimmer
- Hayden, Carl (1877–1972), US-amerikanischer Politiker (Demokratische Partei)
- Hayden, Carla (* 1952), US-amerikanische Bibliothekarin
- Hayden, Christian (* 1994), österreichischer Fußballspieler
- Hayden, Dennis (* 1952), US-amerikanischer Schauspieler
- Hayden, Diana (* 1973), indisches Model und eine Bollywood-Schauspielerin
- Hayden, Edward D. (1833–1908), US-amerikanischer Politiker
- Hayden, Edward Everett (1858–1932), US-amerikanischer Marineoffizier und Meteorologe, Mitbegründer der National Geographic Society
- Hayden, Ferdinand Vandeveer (1829–1887), US-amerikanischer Geologe
- Hayden, Greg, US-amerikanischer Filmeditor
- Hayden, Harry (1882–1955), kanadischer Schauspieler
- Hayden, Henryk (1883–1970), polnischer Maler
- Hayden, Isaac (* 1995), englischer Fußballspieler
- Hayden, James (1953–1983), US-amerikanischer Schauspieler
- Hayden, Jay (* 1987), US-amerikanischer Schauspieler
- Hayden, Joel (1798–1873), US-amerikanischer Politiker
- Hayden, John (* 1995), US-amerikanischer Eishockeyspieler
- Hayden, Linda (* 1953), englische Schauspielerin
- Hayden, Linda B. (* 1949), amerikanische Mathematikerin und Hochschullehrerin
- Hayden, Marion (* 1952), US-amerikanische Jazzmusikerin
- Hayden, Mary Elise (* 1985), US-amerikanische Schauspielerin
- Hayden, Matthew (* 1971), australischer Cricketspieler
- Hayden, Melissa (1923–2006), kanadische Balletttänzerin
- Hayden, Melissa (* 1969), US-amerikanische Schauspielerin
- Hayden, Michael (* 1943), kanadischer Bildhauer
- Hayden, Michael (* 1963), US-amerikanischer Schauspieler
- Hayden, Michael R. (* 1951), kanadischer Mediziner
- Hayden, Michael V. (* 1945), US-amerikanischer Nachrichtendienstler, Direktor der Central Intelligence Agency
- Hayden, Mike (* 1944), US-amerikanischer Politiker
- Hayden, Moses (1786–1830), US-amerikanischer Jurist und Politiker
- Hayden, Nicky (1981–2017), US-amerikanischer MotorradrennfahrerNicky Hayden (1981–2017)

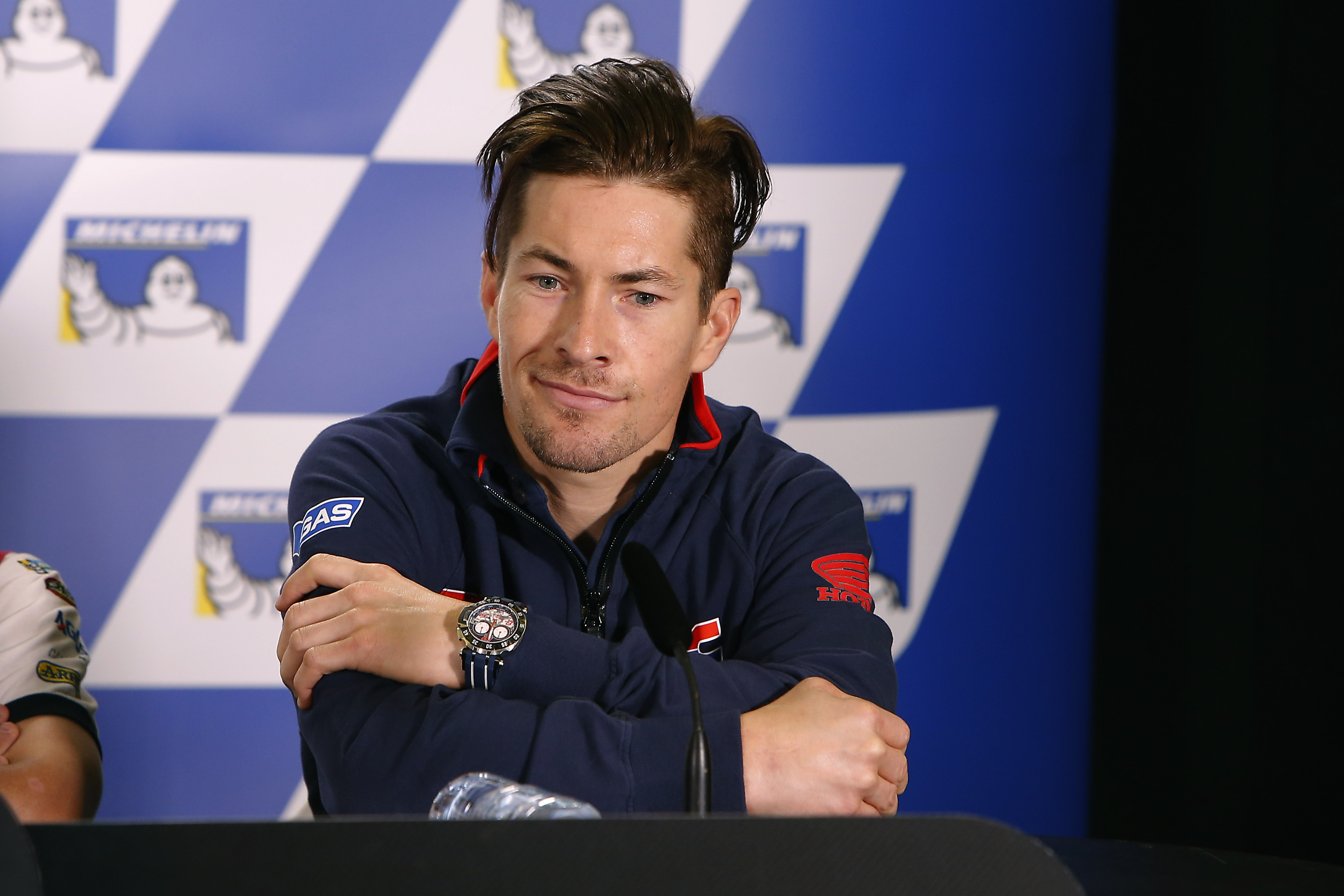
Nicky Hayden (1981–2017)

- Hayden, Pamela (* 1953), US-amerikanische Synchronsprecherin, Schauspieler und Stand-Up-Comedian
- Hayden, Roger Lee (* 1983), US-amerikanischer Motorradrennfahrer
- Hayden, Sophia (1868–1953), amerikanische Architektin
- Hayden, Sterling (1916–1986), US-amerikanischer Schauspieler und Autor
- Hayden, Tom (1939–2016), US-amerikanischer Aktivist der Friedens- und Bürgerrechtsbewegung sowie kalifornischer Politiker
- Hayden, Torey L. (* 1951), US-amerikanische Autorin und Psychologin
- Hayder, Johann (* 1884), deutscher Genossenschaftsvorsitzender
- Hayder, Mo (1962–2021), britische Autorin von Kriminalromanen und Thrillern
- Haydinger, Franz (1797–1876), österreichischer Bibliophiler
- Haydl, Maria (1910–1969), rumänische deutschsprachige Schriftstellerin
- Haydn, David (* 1981), britischer Theater und Filmschauspieler sowie Musicaldarsteller
- Haydn, Gustav (1900–1995), deutscher Schneidermeister
- Haydn, Johann Evangelist (1743–1805), österreichischer Sänger (Tenor)
- Haydn, Joseph (1732–1809), Komponist zur Zeit der Wiener KlassikJoseph Haydn (1732–1809)

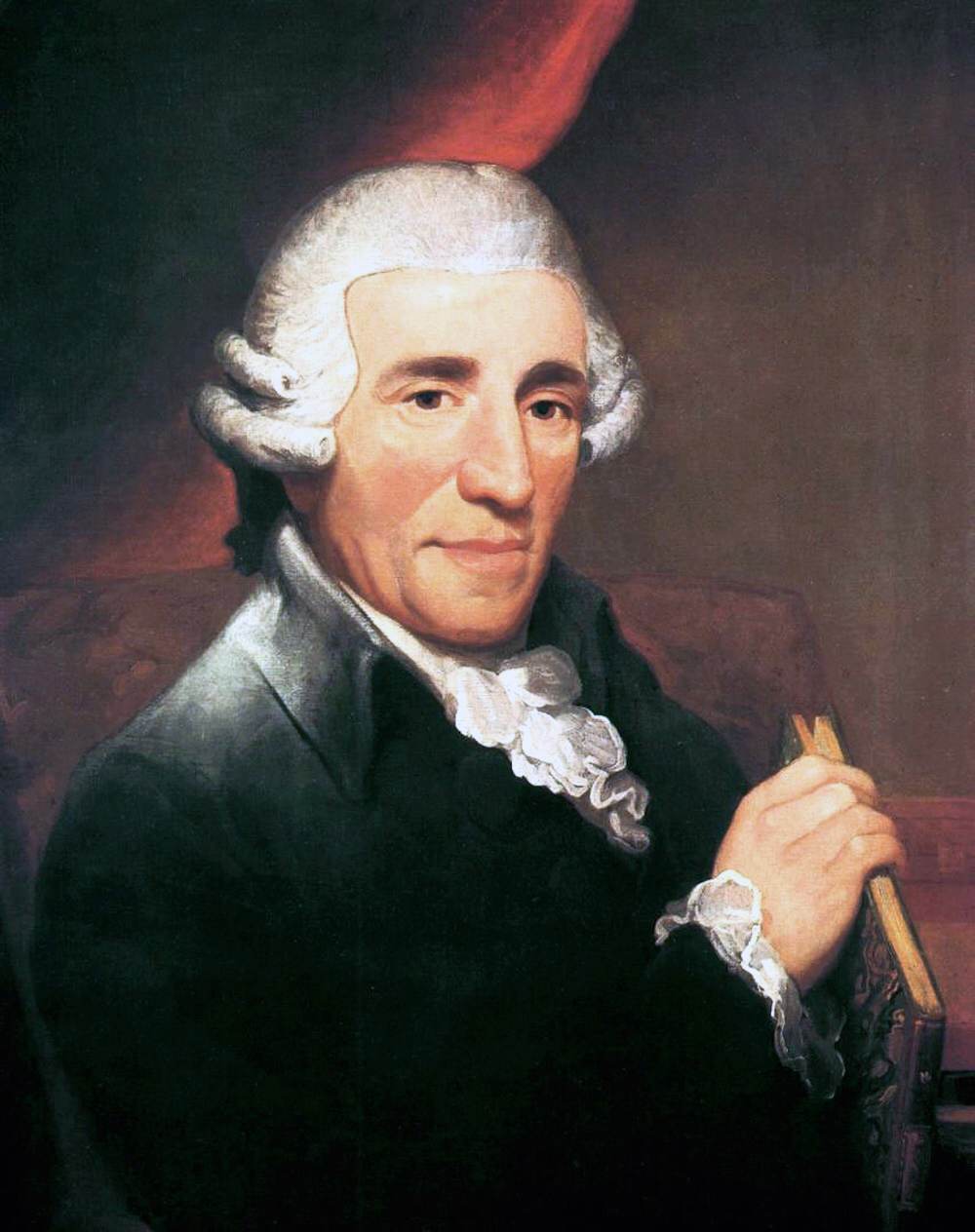
Joseph Haydn (1732–1809)

- Haydn, Lili (* 1969), kanadische Musikerin
- Haydn, Michael (1737–1806), österreichischer Komponist
- Haydn, Richard (1905–1985), britischer Schauspieler und Filmregisseur
- Haydn, Thomas (* 1963), rumänisch-deutscher Schauspieler
- Haydn, Tom (* 1967), österreichischer Sänger, Liedermacher und Kabarettist
- Haydn-Jones, David (* 1977), kanadischer Schauspieler, Synchronsprecher und Komiker
- Haydock, Matthew (* 1986), neuseeländischer Bahn- und Straßenradrennfahrer
- Haydock-Wilson, Alex (* 1999), britischer Sprinter
- Haydon, Adrian (1911–1973), englischer Tischtennisspieler
- Haydon, Alex (* 2001), australische Squashspielerin
- Haydon, Benjamin Robert (1786–1846), britischer MalerBenjamin Robert Haydon (1786–1846)

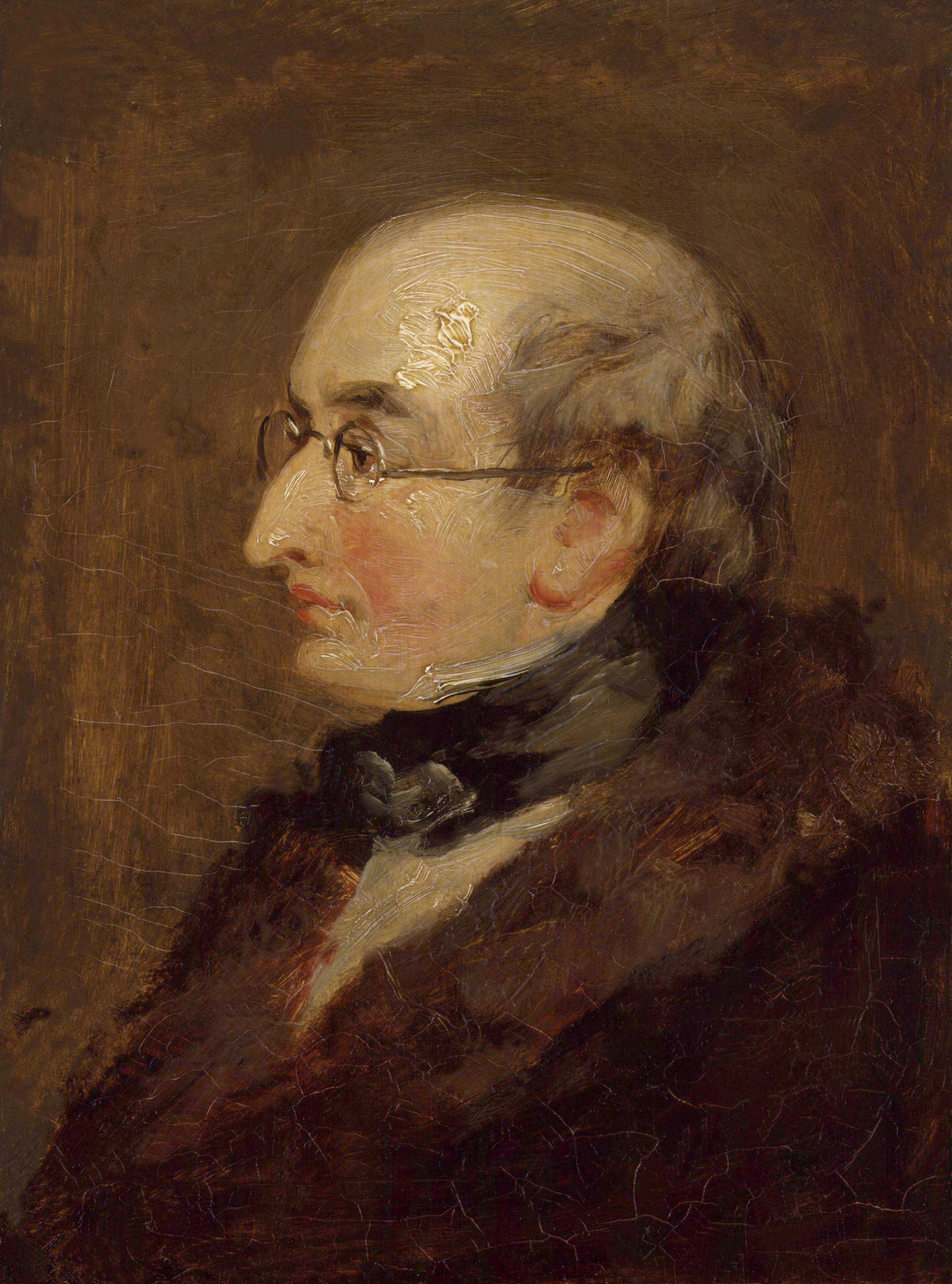
Benjamin Robert Haydon (1786–1846)

- Haydon, Elizabeth (* 1965), US-amerikanische Fantasy-Autorin
- Haydon, John Morse (1920–1991), US-amerikanischer Politiker
- Haydon, Mark Ray, australischer Serienmörder
- Haydon-Jones, Ann (* 1938), britische Tennis- und Tischtennisspielerin
- Haydos, Hassan al- (* 1990), katarischer Fußballspieler
- Haydter, Alexander (1872–1919), österreichischer Opernsänger (Bassbariton)
- Hayduck, Friedrich (1880–1961), deutscher Brauwissenschaftler
- Hayduck, Max (1842–1899), deutscher Chemiker und Brauwissenschaftler
- Hayduck, Michael (1838–1909), deutscher Altphilologe
- Hayduk, Alfons (1900–1972), deutscher Autor
- Hayduk, Peter (* 1953), deutscher Fußballspieler und -trainer

### Haye
- Haye, David (* 1980), britischer Boxer
- Haye, Helen (1874–1957), britische Theater- und Filmschauspielerin
- Haye, Janina (* 1986), deutsche Fußballspielerin
- Haye, Nicola de la († 1230), englische Adlige
- Haye, Thomas (* 1966), deutscher Mittellateiner
- Haye-Smith, Yanique (* 1990), Leichtathletin von den Turks- und Caicosinseln jamaikanischer Herkunft
- Hayedeh (1942–1990), iranische Sängerin
- Hayek von Waldstätten, Dominik Josef Hayek von (1698–1772), österreichischer Beamter und Jurist
- Hayek, Antoine (1928–2010), libanesischer Geistlicher, Erzbischof von Banyas
- Hayek, August von (1871–1928), österreichischer Botaniker
- Hayek, Erich (1904–1986), österreichischer Chemiker
- Hayek, Friedrich August von (1899–1992), österreichischer Ökonom und SozialphilosophFriedrich August von Hayek (1899–1992)

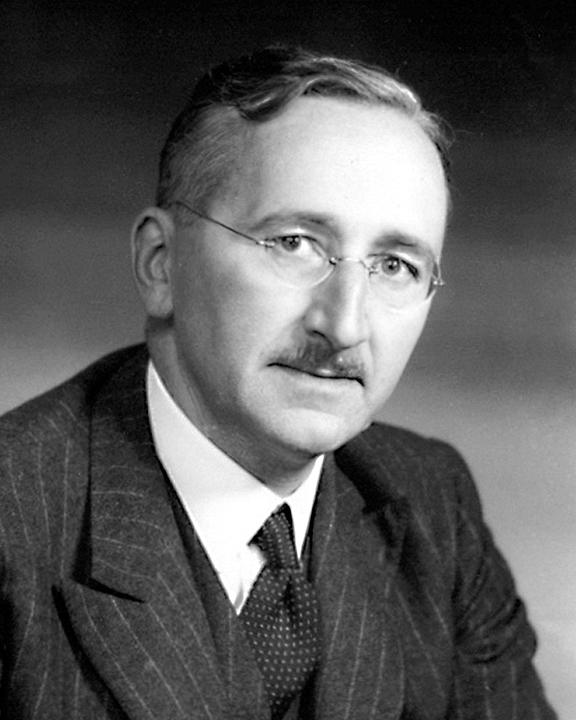
Friedrich August von Hayek (1899–1992)

- Hayek, Gustav, von (1836–1911), österreichischer Lehrer und Ornithologe
- Hayek, Hans von (1869–1940), österreichisch-deutscher Maler
- Hayek, Heinrich (1900–1969), österreichischer Anatom und Zoologe
- Hayek, Ignatius Antoine II. (1910–2007), syrischer Geistlicher, Patriarch von Antiochia
- Hayek, Julie (* 1960), US-amerikanische Schauspielerin
- Hayek, Max (1882–1944), deutscher Schriftsteller, Journalist und Übersetzer
- Hayek, Nayla (* 1951), Schweizer Unternehmerin
- Hayek, Nick (* 1954), Schweizer Unternehmer
- Hayek, Nicolas (1928–2010), Schweizer Unternehmer
- Hayek, Salma (* 1966), mexikanische SchauspielerinSalma Hayek (* 1966)

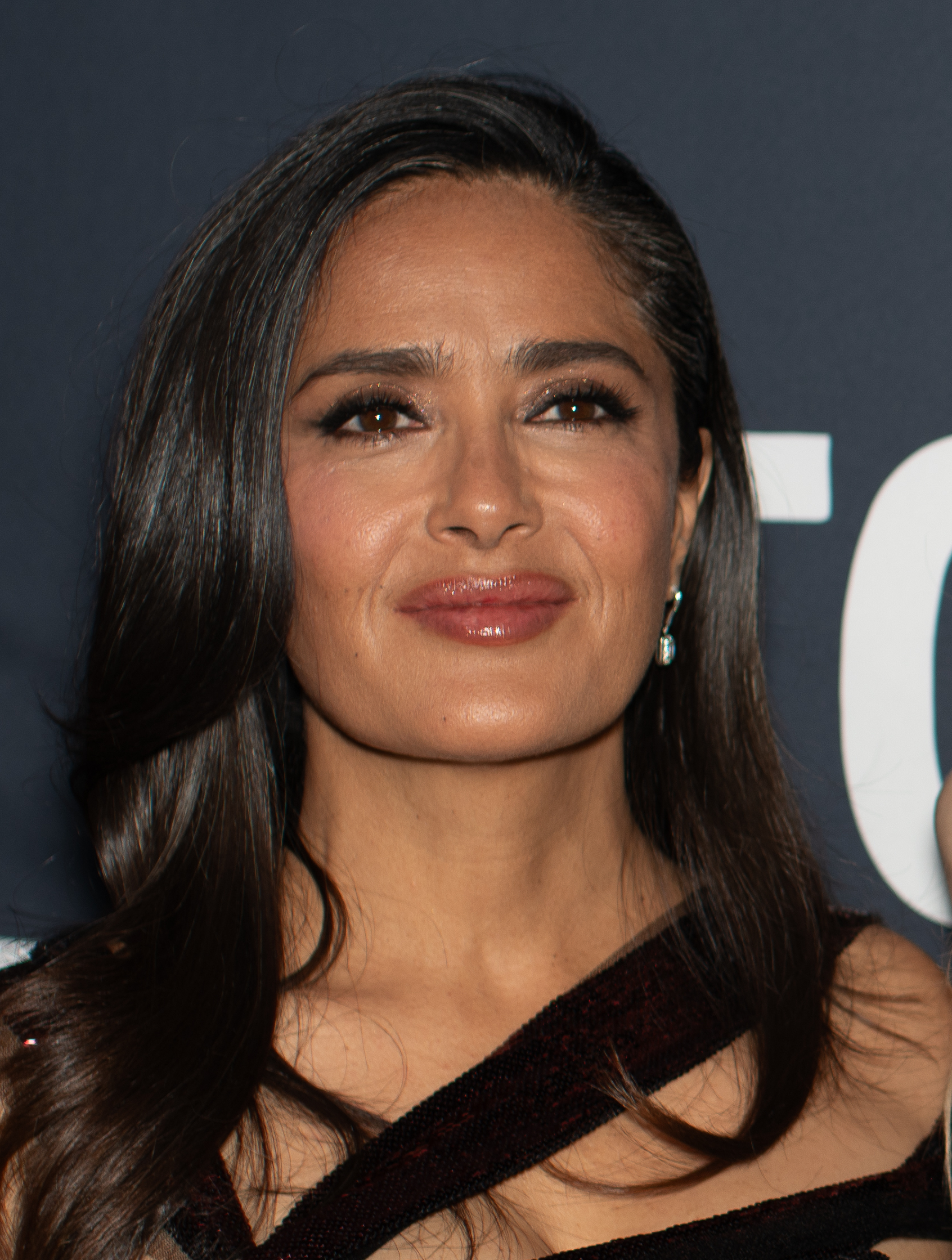
Salma Hayek (* 1966)

- Hayek, Theodor (1887–1970), mährischer Ingenieur, Wegbereiter der Zuckerindustrie in Irland und Neuseeland
- Hayem, Georges (1841–1933), französischer Internist und Hämatologe
- Hayem, Maria Luisa (* 1972), salvadorianische Politikerin
- Hayen, Hajo (1923–1991), deutscher Prähistoriker
- Hayen, Heinrich Wilhelm (1791–1854), deutscher Verwaltungsjurist und Instanzrichter
- Hayen, Wilhelm (1834–1918), deutscher Jurist und Geheimer Oberkirchenrat
- Hayer, Björn (* 1987), deutscher Germanist, Universitätsdozent und JournalistBjörn Hayer (* 1987)

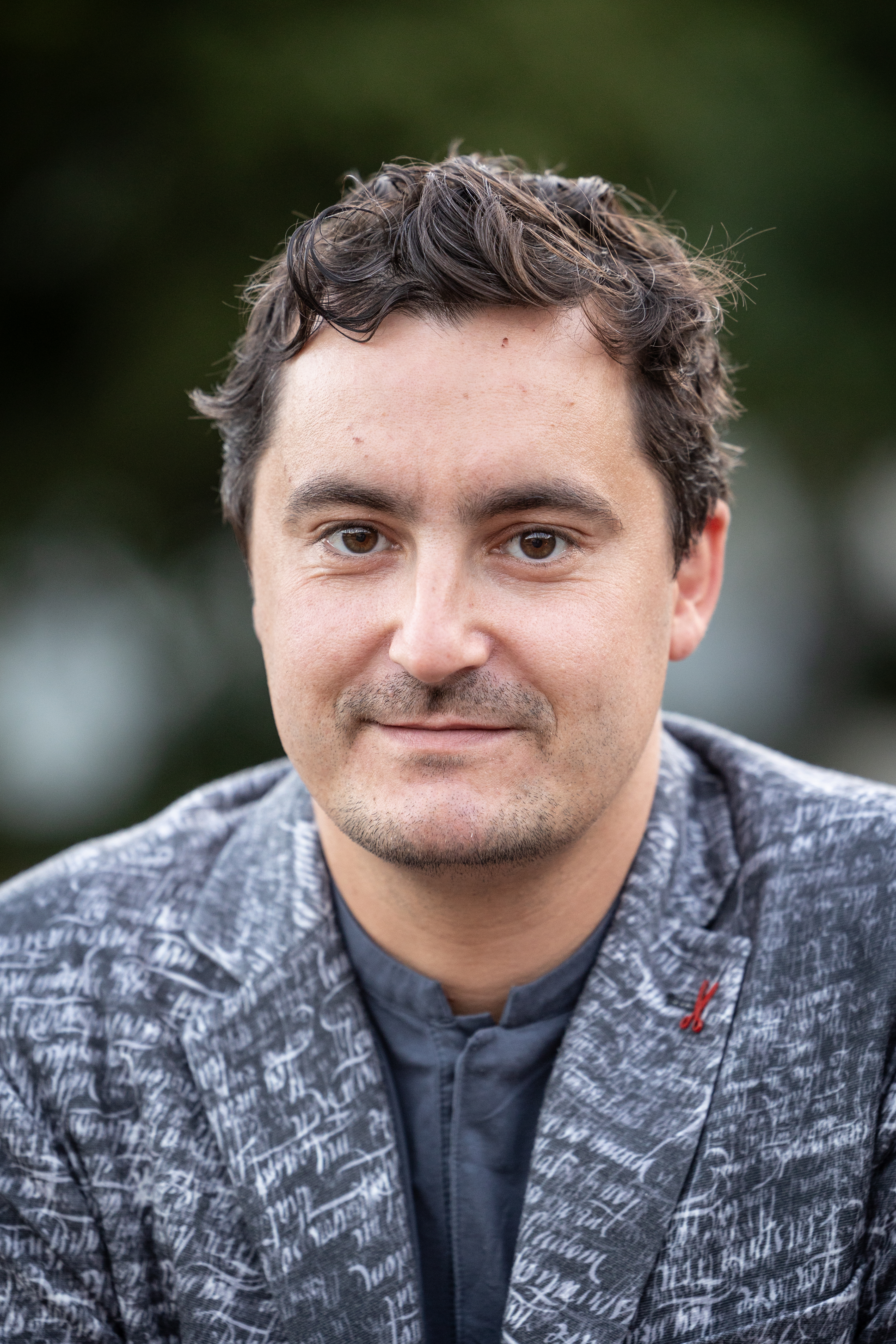
Björn Hayer (* 1987)

- Hayer, Emil (1887–1977), deutscher Kommunalpolitiker
- Hayer, Fabrizio (* 1969), deutscher Fußballspieler
- Hayer, Horst (* 1953), deutscher Fußballspieler
- Hayer, Markus (* 1985), deutscher Fußballspieler
- Hayer, Nicolas (1898–1978), französischer Kameramann
- Hayer, Richard (* 1947), deutscher Physiker, Soziologe, Manager und Romanautor
- Hayer, Stanley (* 1973), kanadisch-tschechischer Skiläufer
- Hayer, Valérie (* 1986), französische Politikerin (LREM), MdEP
- Hayer-Hartl, Manajit (* 1954), Biochemikerin und Biophysikerin
- Hayers, Sidney (1921–2000), schottischer Filmregisseur, Filmeditor, Filmproduzent und Drehbuchautor
- Hayes, Alfred (1910–1989), US-amerikanischer Bankmanager
- Hayes, Alfred (1911–1985), englischer Schriftsteller
- Hayes, Alfred (1928–2005), anglo-amerikanischer Wrestler, Wrestling-Manager und Kommentator für die World Wrestling Federation
- Hayes, Allison (1930–1977), US-amerikanische Filmschauspielerin und Fotomodell
- Hayes, Becki, US-amerikanische Schauspielerin
- Hayes, Bernadene (1903–1987), US-amerikanische Schauspielerin
- Hayes, Bill (1925–2024), US-amerikanischer Schauspieler und Sänger
- Hayes, Billy (* 1947), US-amerikanischer Schriftsteller, Schauspieler und Regisseur
- Hayes, Bob (1942–2002), US-amerikanischer Leichtathlet und American-Football-Spieler
- Hayes, Brian (* 1969), irischer Politiker (Fine Gael), MdEP
- Hayes, Brittany (* 1985), US-amerikanische Wasserballspielerin
- Hayes, Bruce (* 1963), US-amerikanischer Schwimmer
- Hayes, Carey (* 1961), US-amerikanischer Drehbuchautor
- Hayes, Carmelo (* 1994), amerikanischer WrestlerCarmelo Hayes (* 1994)

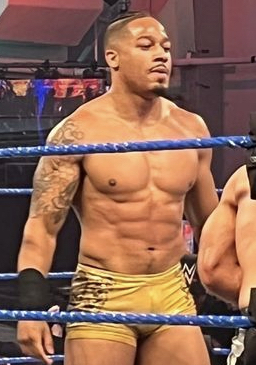
Carmelo Hayes (* 1994)

- Hayes, Catherine (1818–1861), irische Opernsängerin (Sopran)
- Hayes, Chad (* 1961), US-amerikanischer Drehbuchautor
- Hayes, Charles (1918–1997), US-amerikanischer Politiker
- Hayes, Chester C. (1867–1947), US-amerikanischer Landschafts- und Porträtmaler
- Hayes, Chris (* 1957), US-amerikanischer Rockmusiker
- Hayes, Chris (* 1979), US-amerikanischer Journalist und Fernsehmoderator
- Hayes, Chuck (* 1983), US-amerikanischer Basketballspieler
- Hayes, Clancy (1908–1972), US-amerikanischer Jazz-Sänger, Gitarrist und Banjospieler
- Hayes, Clifford, US-amerikanischer Jazzmusiker und Bandleader
- Hayes, Craig, US-amerikanischer Spezialeffektkünstler
- Hayes, Danny (1946–2004), US-amerikanischer Jazzmusiker (Trompete)
- Hayes, Darren (* 1972), australischer PopsängerDarren Hayes (* 1972)

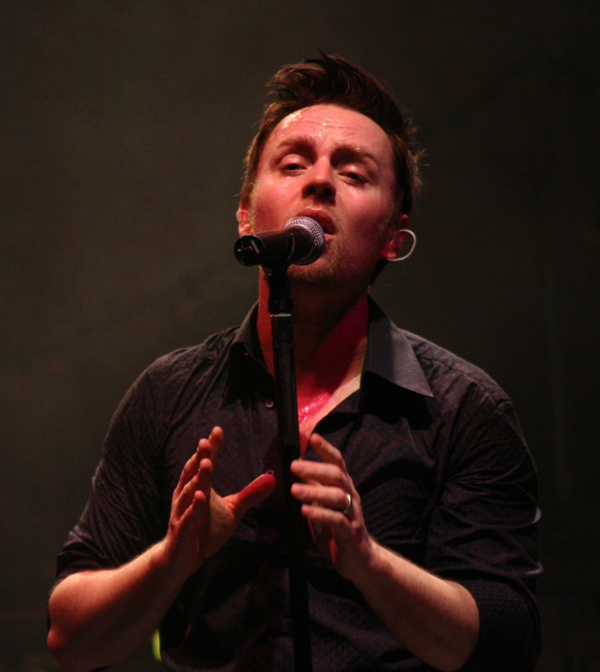
Darren Hayes (* 1972)

- Hayes, Dean (* 1982), simbabwischer Straßenradrennfahrer
- Hayes, DeRon (* 1970), US-amerikanisch-französischer Basketballspieler
- Hayes, Drew (1969–2007), US-amerikanischer Comiczeichner
- Hayes, Edgar (1904–1979), US-amerikanischer Jazz-Pianist und Bandleader
- Hayes, Edward Cary (1868–1928), US-amerikanischer Soziologe
- Hayes, Ellen (1851–1930), US-amerikanische Mathematikerin, Astronomin und Hochschullehrerin
- Hayes, Elton (1915–2001), britischer Sänger und Schauspieler
- Hayes, Elvin (* 1945), US-amerikanischer Basketballspieler
- Hayes, Emma (* 1976), britische Fußballtrainerin
- Hayes, Eoin (* 1987), irischer Politiker
- Hayes, Eriah (* 1988), US-amerikanischer Eishockeyspieler
- Hayes, Erinn (* 1976), US-amerikanische Schauspielerin
- Hayes, Evan (* 1978), US-amerikanischer Filmproduzent
- Hayes, Everis A. (1855–1942), US-amerikanischer Politiker
- Hayes, Francis Mahon (1930–2011), irischer Diplomat
- Hayes, Frank (1901–1923), irisch-amerikanischer Jockey
- Hayes, Frank J. (1882–1948), US-amerikanischer Politiker und Gewerkschaftsfunktionär
- Hayes, Gemma (* 1977), irische Singer-Songwriterin
- Hayes, George (1885–1969), US-amerikanischer Schauspieler
- Hayes, Gerry (1934–2020), deutsch-amerikanischer Jazzmusiker
- Hayes, Gregory J., US-amerikanischer Manager
- Hayes, Hana, US-amerikanische Schauspielerin
- Hayes, Helen (1900–1993), US-amerikanische SchauspielerinHelen Hayes (1900–1993)

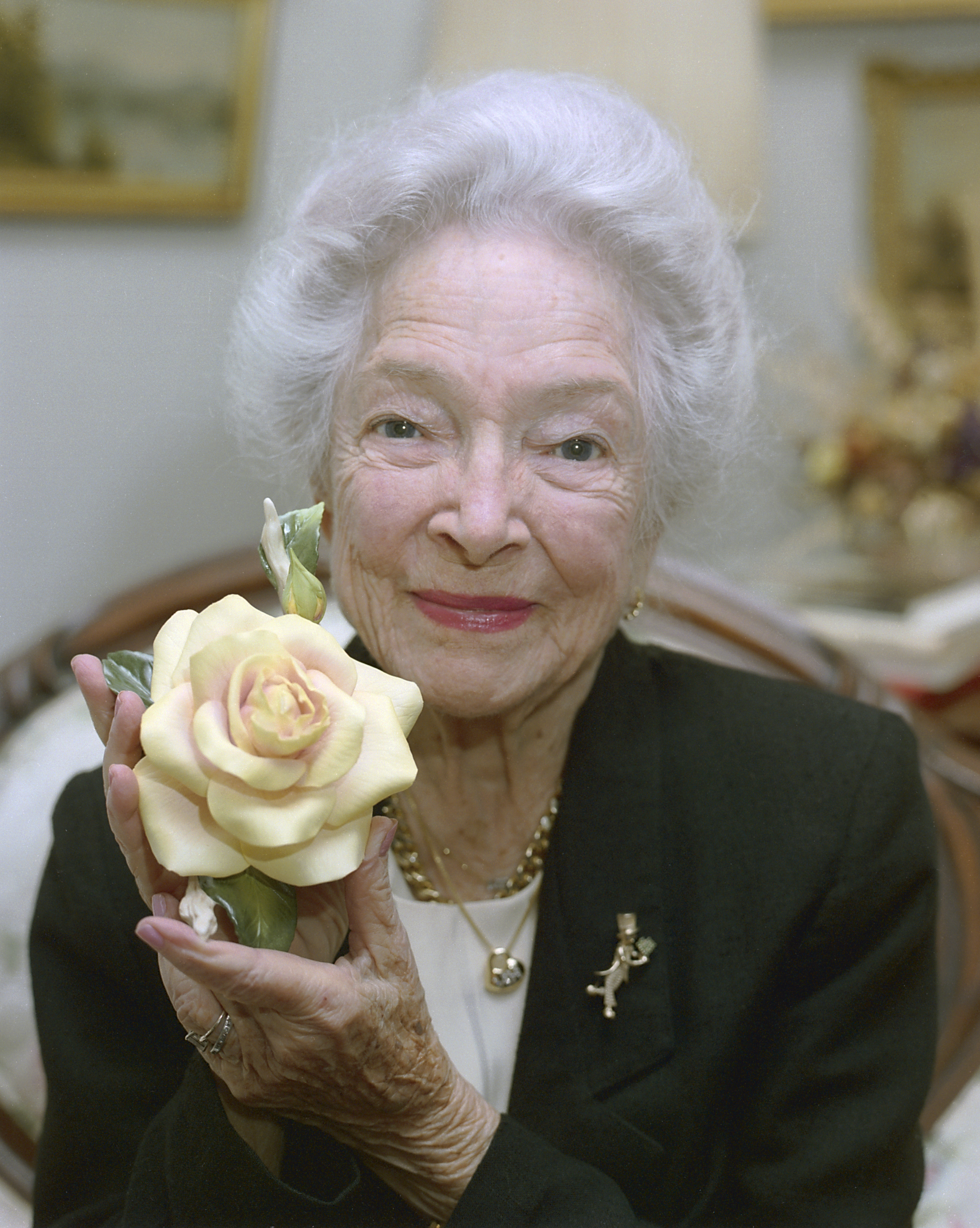
Helen Hayes (1900–1993)

- Hayes, Hunter (* 1991), US-amerikanischer Countrysänger
- Hayes, Ira (1923–1955), US-amerikanischer Soldat
- Hayes, Isaac (1942–2008), US-amerikanischer Soulmusiker und KomponistIsaac Hayes (1942–2008)

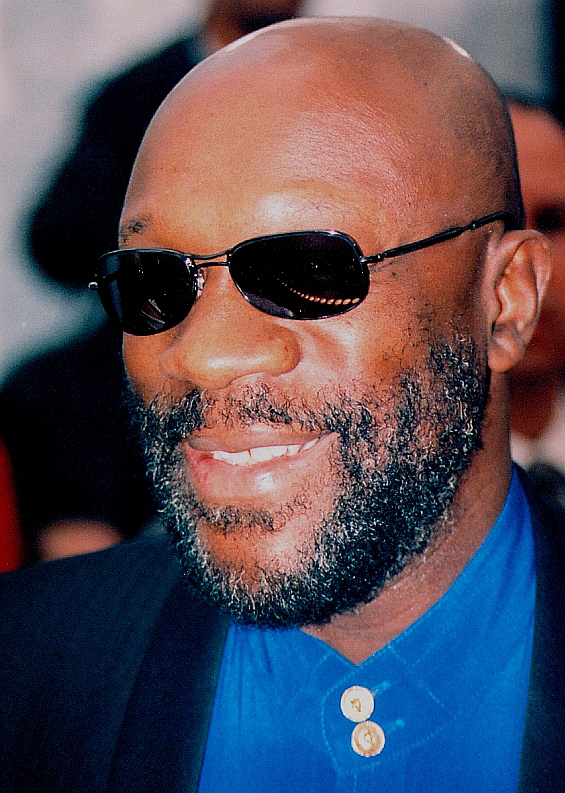
Isaac Hayes (1942–2008)

- Hayes, Isaac Israel (1832–1881), US-amerikanischer Arzt und Polarforscher
- Hayes, Jack (1919–2011), US-amerikanischer Filmkomponist und -orchestrator
- Hayes, Jahana (* 1973), US-amerikanische Lehrerin und Politikerin der Demokratischen Partei
- Hayes, James (1637–1694), Sekretär von Ruprecht von der Pfalz und erster Vizegouverneur der Hudson’s Bay Company
- Hayes, James Martin (1924–2016), kanadischer Geistlicher, römisch-katholischer Erzbischof von Halifax
- Hayes, Jarlath (1924–2001), irischer Grafikdesigner und Typograf
- Hayes, Jaxson (* 2000), US-amerikanischer Basketballspieler
- Hayes, Jay (* 1957), kanadischer Springreiter
- Hayes, Jeff (* 1989), kanadischer Eishockeyspieler
- Hayes, Jernail (* 1988), US-amerikanische Leichtathletin
- Hayes, Jimmy (* 1946), US-amerikanischer Politiker
- Hayes, Jimmy (1989–2021), US-amerikanischer Eishockeyspieler
- Hayes, Joanna (* 1976), US-amerikanische Hürdenläuferin und Olympiasiegerin
- Hayes, John (1868–1956), australischer Politiker
- Hayes, John (1886–1965), irisch-amerikanischer Leichtathlet, Olympiasieger
- Hayes, John (* 1973), irischer Rugbyspieler
- Hayes, John L. (1812–1887), US-amerikanischer Anwalt, Geschäftsmann und Wirtschaftsfunktionär
- Hayes, John M. (1940–2017), US-amerikanischer Wissenschaftler bei der Woods Hole Oceanographic Institution, Hochschullehrer und Mitglied der Royal Society
- Hayes, John Michael (1919–2008), US-amerikanischer Drehbuchautor
- Hayes, John P. (* 1944), irisch-US-amerikanischer Informatiker
- Hayes, John Patrick (1930–2000), US-amerikanischer Filmregisseur, Drehbuchautor, Filmproduzent und Schauspieler
- Hayes, John W. (1938–2024), britischer Klassischer Archäologe
- Hayes, Jonny (* 1987), irischer Fußballspieler
- Hayes, Jordan (* 1987), kanadische Schauspielerin
- Hayes, Joseph (1918–2006), amerikanischer Schriftsteller, Theater- und Drehbuchautor
- Hayes, Kevin (* 1992), US-amerikanischer Eishockeyspieler
- Hayes, Killian (* 2001), französisch-US-amerikanischer Basketballspieler
- Hayes, Lester III (* 1993), puerto-ricanischer Fußballspieler
- Hayes, Louis (* 1937), US-amerikanischer Jazz-Schlagzeuger
- Hayes, Lucy (1831–1889), US-amerikanische First Lady
- Hayes, Margaret (1916–1977), US-amerikanische Schauspielerin
- Hayes, Margo (* 1998), US-amerikanische Sportkletterin
- Hayes, Martin (* 1959), irischer Geistlicher und römisch-katholischer Bischof von Kilmore
- Hayes, Martin (* 1961), irischer Fiddle-Spieler
- Hayes, Martin (* 1966), englischer Fußballspieler
- Hayes, Maya (* 1992), US-amerikanische Fußballspielerin
- Hayes, Michael (1889–1976), irischer Politiker, Minister
- Hayes, Michael (* 1959), US-amerikanischer WrestlerMichael Hayes (* 1959)

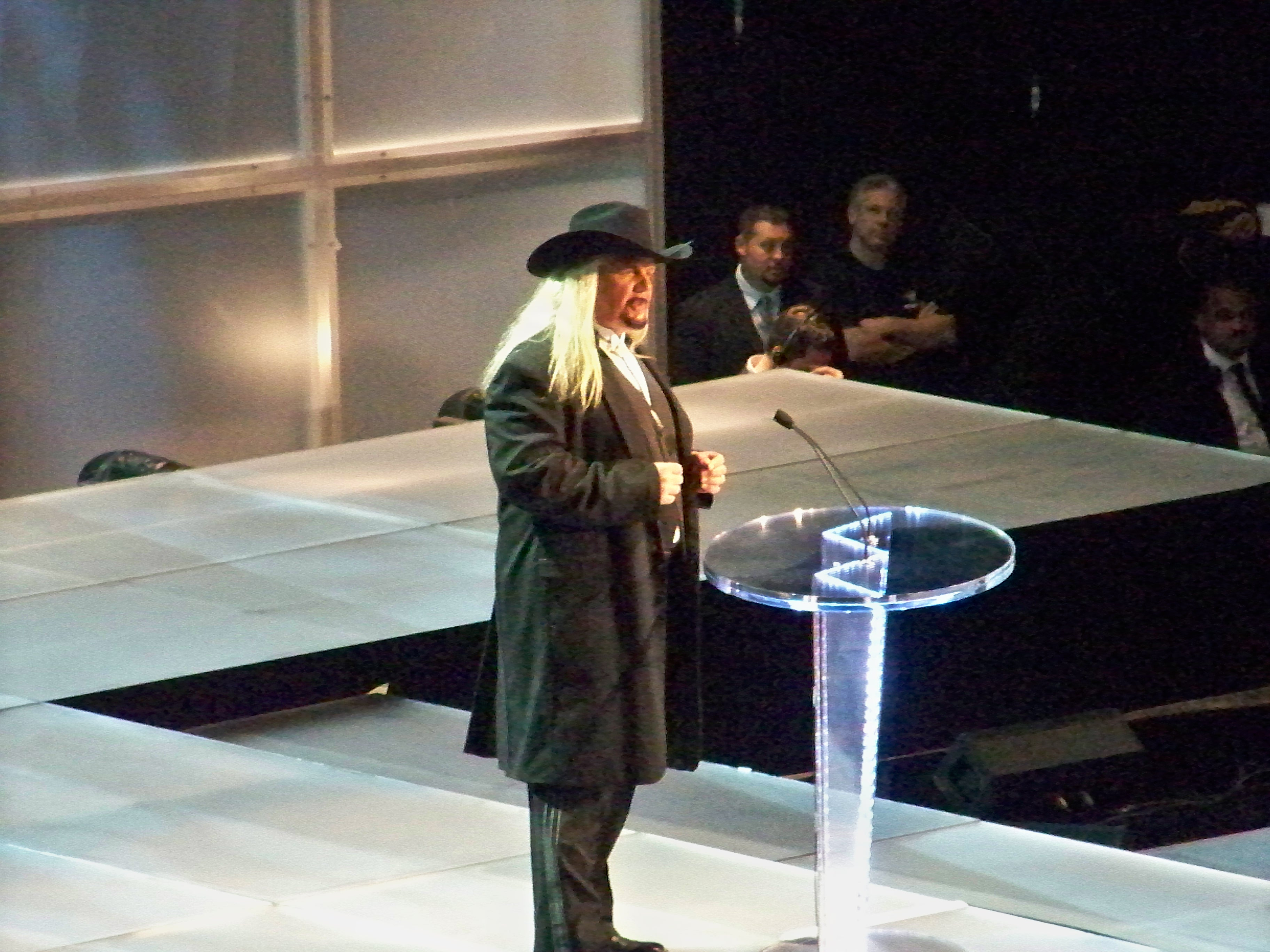
Michael Hayes (* 1959)

- Hayes, Michelle (* 1973), britische Duathletin und Triathletin
- Hayes, Nevada Stoody (1885–1941), US-amerikanische Ehefrau von Alfons Heinrich, dem Herzog von Porto
- Hayes, Neville (1943–2022), australischer Schwimmer
- Hayes, Nevin William (1922–1988), US-amerikanischer römisch-katholischer Ordensgeistlicher, Weihbischof in Chicago
- Hayes, Nicole (* 1984), palauische Schwimmerin
- Hayes, Pat (* 1944), britischer Informatiker
- Hayes, Patricia (1909–1998), britische Komikerin und Schauspielerin
- Hayes, Patrick Joseph (1867–1938), US-amerikanischer Kardinal und Erzbischof
- Hayes, Peter (* 1946), US-amerikanischer Historiker
- Hayes, Phil (* 1966), britisch-schweizerischer Performance-Künstler, Schauspieler, Theaterregisseur und Musiker
- Hayes, Philip († 1797), englischer Komponist, Organist, Sänger und Dirigent
- Hayes, Philip C. (1833–1916), US-amerikanischer Politiker
- Hayes, Philip H. (1940–2023), US-amerikanischer Politiker
- Hayes, Quanera (* 1992), US-amerikanische Sprinterin
- Hayes, Raphael (1915–2010), US-amerikanischer Drehbuchautor
- Hayes, Robin (* 1945), US-amerikanischer Politiker
- Hayes, Roland (1887–1977), US-amerikanischer Sänger (Tenor) und der erste afroamerikanische klassische Sänger
- Hayes, Rutherford B. (1822–1893), US-amerikanischer Politiker, 19. Präsident der USA (1877–1881)Rutherford B. Hayes (1822–1893)

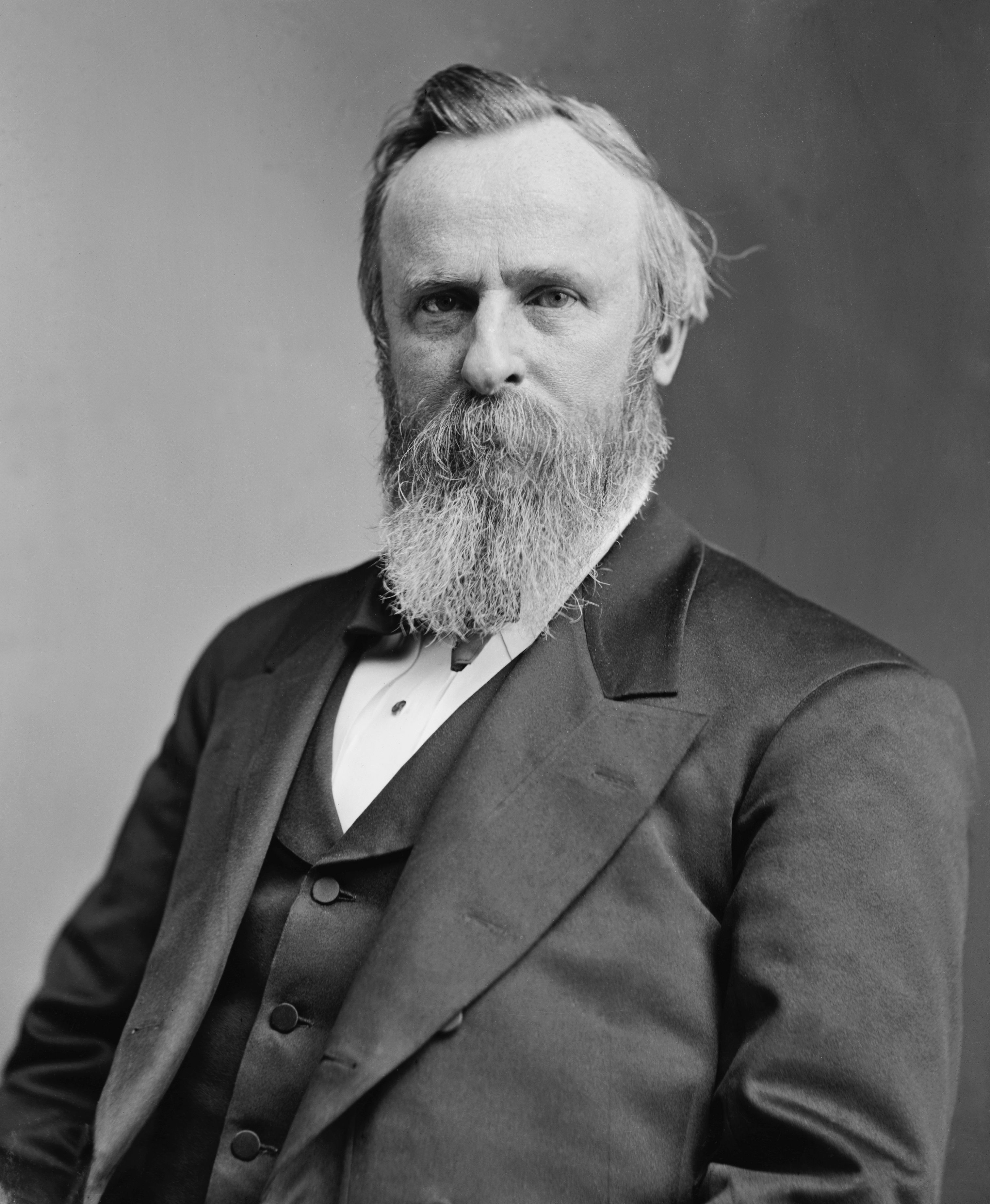
Rutherford B. Hayes (1822–1893)

- Hayes, Sean (* 1970), US-amerikanischer Schauspieler
- Hayes, Sharon (* 1970), US-amerikanische Künstlerin
- Hayes, Simon, britischer Filmtonmeister
- Hayes, Siobhan (* 1975), britische Schauspielerin
- Hayes, Stephen K. (* 1949), US-amerikanischer Kampfsportler
- Hayes, Steven C. (* 1948), US-amerikanischer Psychologe und Psychotherapieforscher
- Hayes, Stuart (* 1979), britischer Triathlet
- Hayes, Sydney (1891–1944), britischer Lacrossespieler
- Hayes, T. Frank (1883–1965), US-amerikanischer Politiker
- Hayes, Tamsyn (* 1985), neuseeländische Triathletin
- Hayes, Taylor (* 1975), US-amerikanische PornodarstellerinTaylor Hayes (* 1975)

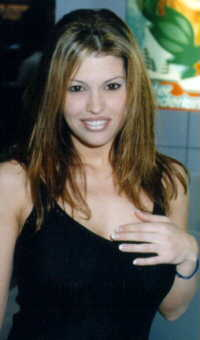
Taylor Hayes (* 1975)

- Hayes, Terry, US-amerikanische Politikerin
- Hayes, Terry (* 1951), britischer Drehbuchautor, Produzent und Autor
- Hayes, Thomas (* 1997), norwegischer Schauspieler und Musikproduzent
- Hayes, Thomas L. (1926–1987), US-amerikanischer Richter und Politiker
- Hayes, Tiffany (* 1989), US-amerikanisch-aserbaidschanische Basketballspielerin
- Hayes, Tom (1926–2008), irischer Filmproduzent, Filmregisseur und Drehbuchautor, Film- und Theaterschauspieler und Filmemacher
- Hayes, Tom (* 1952), irischer Politiker
- Hayes, Trevor, kanadischer Schauspieler und Synchronsprecher
- Hayes, Tubby (1935–1973), britischer Jazzmusiker
- Hayes, Vic (* 1941), niederländischer Elektrotechniker
- Hayes, Wade (* 1969), US-amerikanischer Country-Sänger
- Hayes, Walker (* 1979), US-amerikanischer Country-Musiker
- Hayes, Walter (1924–2000), britischer Journalist und Public Relations Vorstand von Ford
- Hayes, Walter I. (1841–1901), US-amerikanischer Politiker
- Hayes, Wendy (1938–1997), australische Sprinterin und Hürdenläuferin
- Hayes, Will, US-amerikanischer Cellist und Musikpädagoge
- Hayes, William († 1777), englischer Komponist
- Hayes, William († 1877), US-amerikanischer Sklavenhändler in Ozeanien
- Hayes, William (1913–1994), irischer Genetiker, Mediziner und Mikrobiologe
- Hayes, William C. (1903–1963), US-amerikanischer Ägyptologe
- Hayessen, Egbert (1913–1944), deutscher Major, Beteiligter am Attentat vom 20. Juli 1944
- Hayessen, Karl (1865–1947), deutscher Verwaltungsbeamter
- Hayez, Francesco (1791–1882), italienischer Maler, Historienmaler, Lithograph und Kupferstecher

### Hayf
- Hayflick, Leonard (1928–2024), US-amerikanischer Gerontologe
- Hayford, Elbert D. (1872–1947), US-amerikanischer Anwalt und Politiker
- Hayford, John Fillmore (1868–1925), US-amerikanischer Ingenieur und Geodät
- Hayford, Joseph Ephraim Casely (1866–1930), ghanaischer Politiker, Rechtsanwalt, Schriftsteller und Panafrikanist
- Hayfron, Sally Francesca (1931–1992), simbabwische Politikerin, Politikerin und Ehefrau von Robert Mugabe

### Hayg
- Haygarth, Brent (* 1967), südafrikanischer Tennisspieler
- Haygarth, John (1740–1827), britischer Mediziner
- Haygarth, Kirk (* 1971), südafrikanischer Tennisspieler
- Haygarth, Tony (1945–2017), britischer Schauspieler und Dramatiker
- Haygood, James, US-amerikanischer Filmeditor

### Hayh
- Häyhä, Simo (1905–2002), finnischer Soldat, ScharfschützeSimo Häyhä (1905–2002)

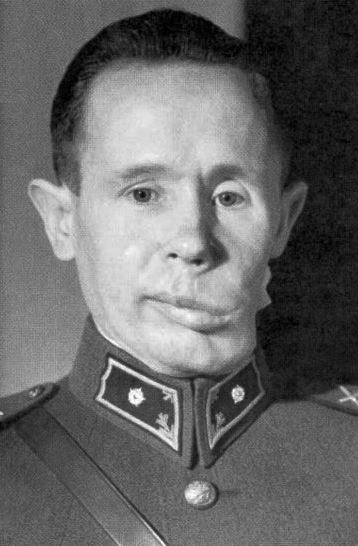
Simo Häyhä (1905–2002)

- Häyhänen, Reino (1920–1961), sowjetischer Agent
- Hayhoe, Barney, Baron Hayhoe (1925–2013), britischer Politiker (Conservative Party), Mitglied des House of Commons
- Hayhoe, Katharine (* 1972), kanadische Klimawissenschaftlerin und Hochschullehrerin
- Hayhurst, Dirk (* 1981), US-amerikanischer Baseballspieler und Autor
- Hayhurst, Oli, britischer Jazzmusiker

### Hayi
- Hayim, Samuel, Chacham Baschi in Konstantinopel (1839–1841)
- Hayit, Baymirza (1917–2006), usbekischer Historiker und Orientwissenschaftler
- Hayit, Ertay (* 1954), deutscher Journalist, Verleger, Autor sowie Geschäftsführer

### Hayj
- Hayje, Boy (* 1949), niederländischer Automobilrennfahrer

### Hayk
- Hayko (1973–2021), armenischer Sänger und Komponist

### Hayl
- Hayl, Daniel, deutscher Orgelbauer
- Hayl, Simon, deutscher Orgelbauer
- Haylāna, Sklavin und Konkubine
- Haylay, Letebrhan (* 1990), äthiopische Langstreckenläuferin
- Hayle, Grace (1888–1963), US-amerikanische Schauspielerin
- Hayler, Damon (* 1976), australischer Snowboarder
- Hayler, Franz (1900–1972), deutscher Politiker (NSDAP), MdR, Staatssekretär und stellvertretender Wirtschaftsminister im Reichsministerium für Wirtschaft im Dritten ReichFranz Hayler (1900–1972)

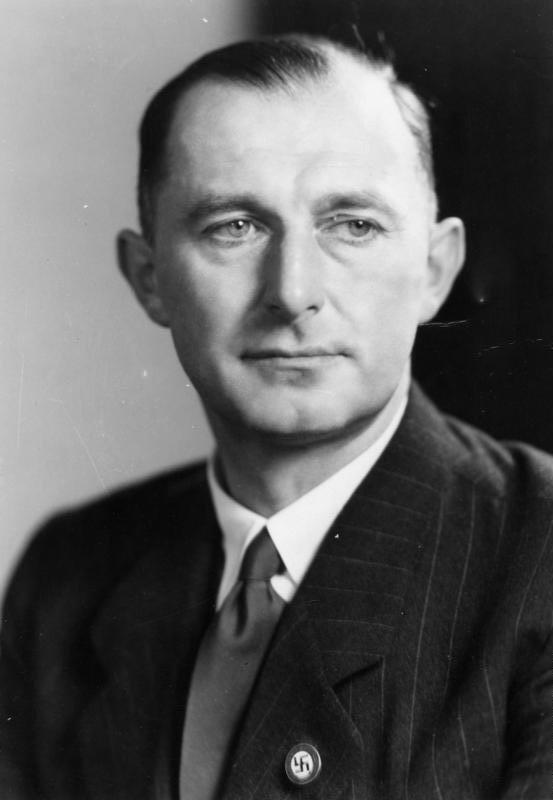
Franz Hayler (1900–1972)

- Hayles, Brian (1930–1978), britischer Drehbuchautor und Schriftsteller
- Hayles, N. Katherine (* 1943), US-amerikanische Literaturwissenschaftlerin und Hochschullehrerin
- Hayles, Reheem (* 2001), jamaikanischer Sprinter
- Hayles, Rob (* 1973), britischer Radrennfahrer
- Hayley, William (1745–1820), englischer Schriftsteller
- Hayllar, Edith (1860–1948), britische Malerin
- Haylmann, Jacob, deutscher Baumeister
- Haylom, Birke (* 2006), äthiopische Mittelstreckenläuferin

### Haym
- Haym, Johannes, deutscher katholischer Geistlicher und Kirchenlieddichter
- Haym, Nicola Francesco (1678–1729), italienischer Cellist, Komponist und LibrettistNicola Francesco Haym (1678–1729)

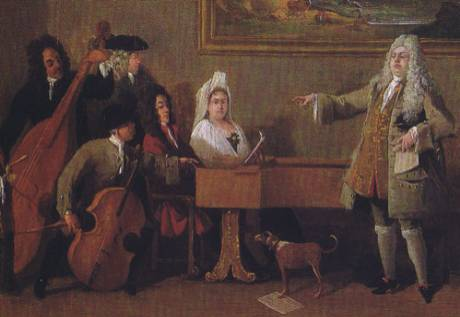
Nicola Francesco Haym (1678–1729)

- Haym, Rudolf (1821–1901), Philosoph und Publizist
- Hayman, Brett (* 1972), australischer Ruderer
- Hayman, Carl (* 1979), neuseeländischer Rugby-Union-Spieler
- Hayman, Carolyn (* 1951), britische Friedensaktivistin
- Hayman, Emma (* 1988), neuseeländische Tennisspielerin
- Hayman, Francis (1708–1776), englischer Maler und Illustrator
- Hayman, Helene, Baroness Hayman (* 1949), britische Politikerin und Lord SpeakerHelene Hayman, Baroness Hayman (* 1949)

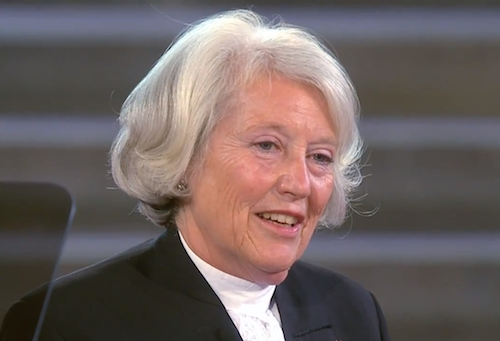
Helene Hayman, Baroness Hayman (* 1949)

- Hayman, James, US-amerikanischer Autor
- Hayman, James, US-amerikanischer Film- und Fernsehregisseur sowie Kameramann
- Hayman, Margaret (1923–1994), britische Mathematikerin
- Hayman, Mathew (* 1978), australischer Radrennfahrer
- Hayman, Peter (* 1930), britischer Ornithologe und Tierillustrator
- Hayman, R.I.P. (* 1951), US-amerikanischer Komponist und Performancekünstler
- Hayman, Richard (1920–2014), US-amerikanischer Mundharmonikaspieler, Arrangeur, Dirigent und Komponist
- Hayman, Ron (* 1954), kanadischer Radrennfahrer
- Hayman, Walter (1926–2020), britischer Mathematiker deutscher Herkunft
- Haymann, Franz (1874–1947), deutscher Rechtswissenschaftler
- Haymann, Karl, deutscher Fußballspieler
- Haymann, Kurt (* 1955), deutscher Unternehmer und Politiker (Bündnis 90/Die Grünen)
- Haymann, Ludwig (1877–1962), deutscher HNO-Arzt und Hochschullehrer in München
- Haymann, Rudi (* 1921), deutscher Innenarchitekt
- Haymann, Walter (1926–2011), Schweizer Künstler
- Haymanot, Mara Takla, Kaiser
- Haymar, Rabha El, marokkanische Menschenrechtlerin
- Hayme Hatun († 1267), oghusische Clanführerin und Mutter von Ertuğrul Gazi
- Haymer, Herbie (1915–1949), US-amerikanischer Jazz-Tenorsaxophonist
- Haymer, Johnny (1920–1989), US-amerikanischer Schauspieler
- Haymerle, Heinrich (1910–1990), österreichischer Diplomat
- Haymerle, Heinrich von (1828–1881), österreichischer Staatsmann und Diplomat
- Haymes, Dick (1918–1980), US-amerikanischer SängerDick Haymes (1918–1980)

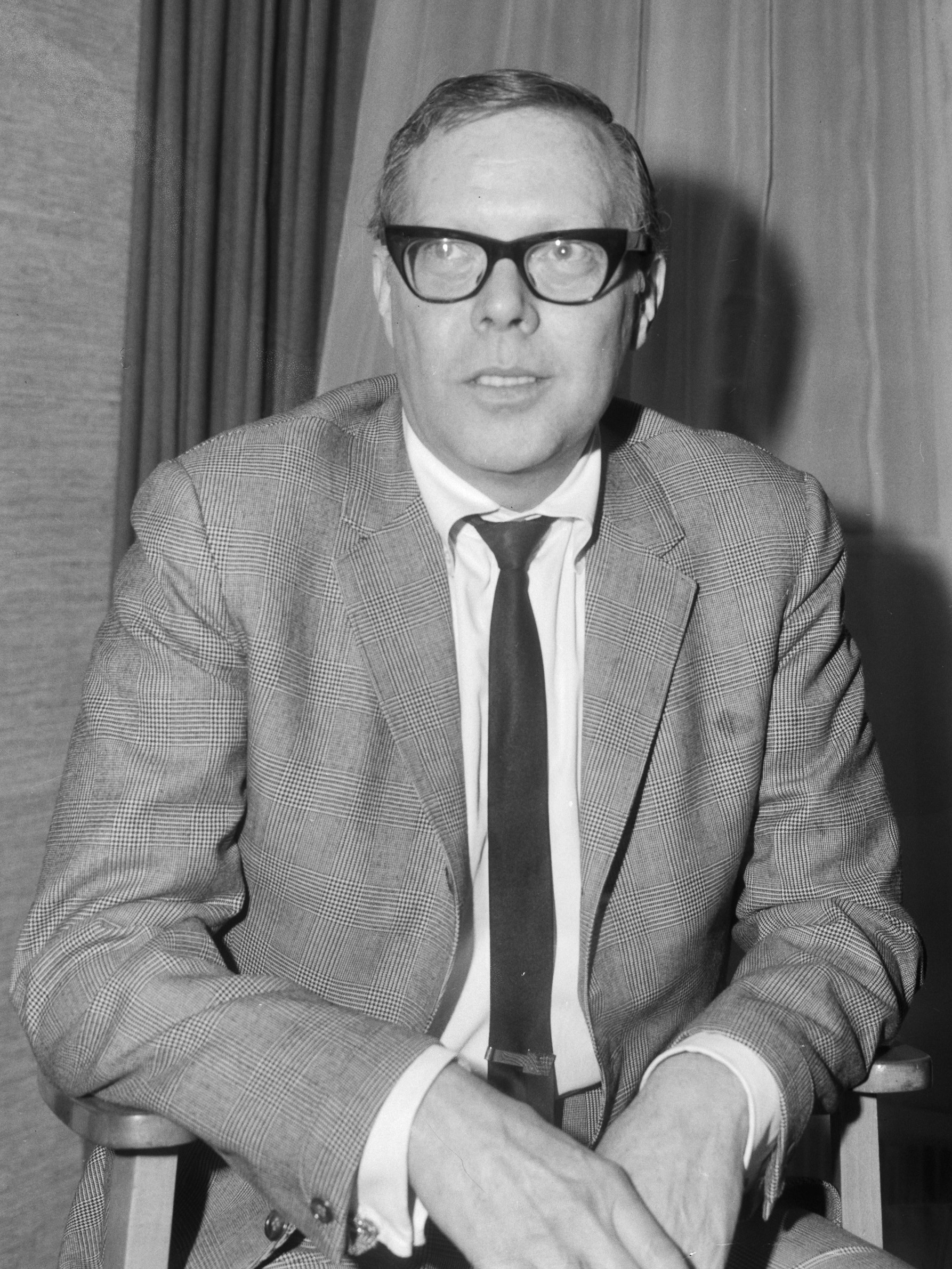
Dick Haymes (1918–1980)

- Haymes, Joe (1907–1964), US-amerikanischer Jazzarrangeur, Pianist und Bandleader
- Haymo († 1126), Bischof von Breslau
- Haymo von Faversham († 1243), englischer Franziskaner und Scholar
- Haymo von Halberstadt († 853), Benediktiner, Bischof von Halberstadt und Autor
- Haymon de Corbeil († 957), Graf von Corbeil
- Haymond, Thomas (1794–1869), US-amerikanischer Politiker
- Haymond, William S. (1823–1885), US-amerikanischer Politiker

### Hayn
- Hayn, Adolf Wilhelm (1801–1866), deutscher Unternehmer
- Hayn, Albert (1801–1863), deutscher Geburtshelfer und Hochschullehrer
- Hayn, Brigitte (* 1953), deutsche Politikerin (CDU), MdL
- Hayn, Elmar (* 1971), deutscher Politiker (Bündnis 90/Die Grünen), MdL
- Hayn, Friedrich (1863–1928), deutscher Astronom
- Hayn, Fritz (1885–1968), deutscher Organist und Chorleiter
- Hayn, Hans (1896–1934), deutscher Politiker (NSDAP), MdR und SA-FührerHans Hayn (1896–1934)

Hans Hayn (1896–1934)

- Hayn, Henriette Maria Luise von (1724–1782), deutsche Dichterin geistlicher Lieder
- Hayn, Hugo (1843–1923), deutscher Bibliograf
- Hayn, Johann Georg (1798–1875), Kaufmann und Politiker der Freien Stadt Frankfurt
- Hayn, Matthias Joseph (1770–1839), Trierer Kaufmann
- Hayn, Max Theodor (1809–1888), deutscher Kaufmann und Senator
- Hayn, Maxi (* 1988), deutsche Handballspielerin
- Hayn, Ragnar (* 1978), deutscher Geigenbauer
- Hayn, Rainer (* 1943), deutscher Architekt und Maler
- Hayn, Walter (1939–1964), deutsches Todesopfer der Berliner Mauer
- Haynal, André (1930–2019), ungarisch-schweizerischer Psychiater, Psychoanalytiker, Hochschullehrer und Autor
- Haynald, Lajos (1816–1891), Erzbischof und Botaniker
- Haynau, Carl von (1779–1856), kurhessischer Generalleutnant
- Haynau, Eduard von (1804–1863), kurhessischer Generalleutnant
- Haynau, Julius von (1786–1853), österreichischer GeneralJulius von Haynau (1786–1853)

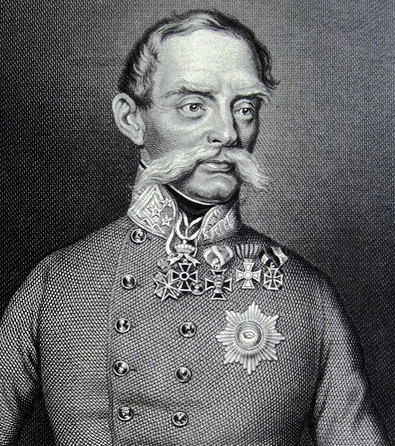
Julius von Haynau (1786–1853)

- Haynau, Ludwig von († 1843), badischer Kammerherr und Diplomat
- Haynau, Victor von (1812–1898), deutscher Jurist und Kammerherr
- Haynault, Marguerite-Catherine (1736–1823), Mätresse des französischen Königs Ludwig XV.
- Hayne van Ghizeghem, franko-flämischer Komponist, Dichter, Lautenist und Sänger der Renaissance
- Hayne, Anton (1786–1853), österreichischer Veterinärmediziner
- Hayne, Arthur P. (1788–1867), US-amerikanischer Politiker (Demokratische Partei)
- Hayne, Friedrich Gottlob (1763–1832), deutscher Botaniker
- Hayne, Gilles († 1650), Komponist im Hochstift Lüttich
- Hayne, Michael (* 1937), deutscher Psychoanalytiker, Gruppenanalytiker und Psychologe
- Hayne, Paul Hamilton (1831–1886), US-amerikanischer Dichter
- Hayne, Robert Young (1791–1839), US-amerikanischer Politiker
- Hayneccius, Martin (1544–1611), deutscher neulateinischer Dichter des Humanismus
- Hayner, Christian August Fürchtegott (1775–1837), deutscher Arzt und Psychiater
- Hayner, Franziska (* 1961), deutsche Schauspielerin und Hörspielsprecherin
- Hayner, Norman Sylvester (1896–1977), US-amerikanischer Soziologe und Kriminologe
- Hayner, Otto Fritz (1933–2018), deutscher Dramaturg und Schauspiellehrer
- Haynes, Akeem (* 1992), kanadischer Sprinter
- Haynes, Angela (* 1984), US-amerikanische Tennisspielerin
- Haynes, Battison (1859–1900), britischer Organist, Pianist und Komponist
- Haynes, Bertram (* 1968), Sprinter von St. Kitts und Nevis
- Haynes, Bobby († 2018), US-amerikanischer R&B- und Jazzmusiker
- Haynes, Bruce (1942–2011), US-amerikanischer Oboist und Musikwissenschaftler
- Haynes, Charles Eaton (1784–1841), US-amerikanischer Politiker
- Haynes, Colton (* 1988), US-amerikanischer SchauspielerColton Haynes (* 1988)

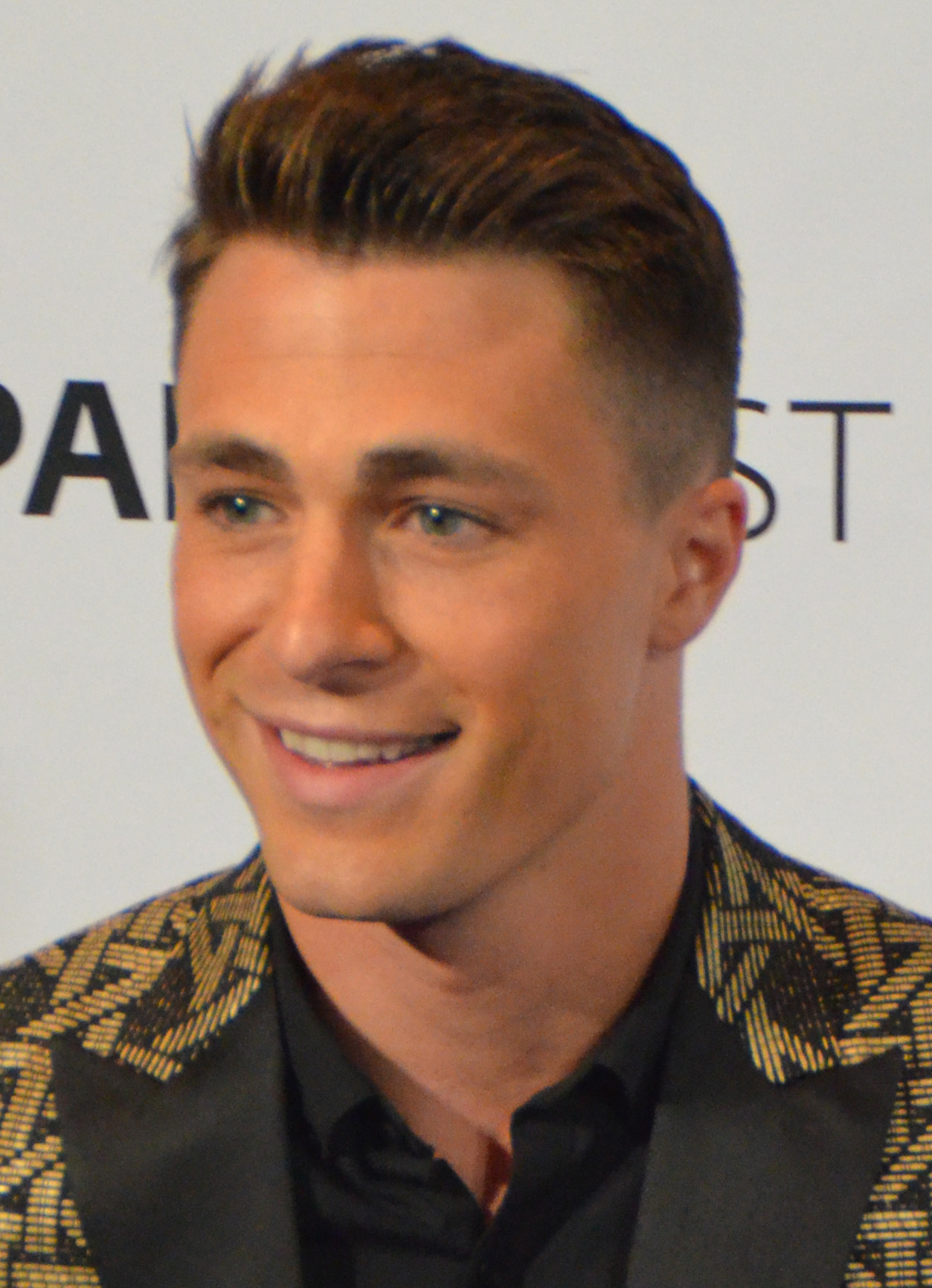
Colton Haynes (* 1988)

- Haynes, Cyril (1915–1996), US-amerikanischer Jazzpianist und Arrangeur
- Haynes, David, amerikanischer Musiker (Schlagzeug)
- Haynes, DeAndre (* 1984), US-amerikanischer Basketballspieler
- Haynes, Denys (1913–1994), britischer Klassischer Archäologe
- Haynes, Desmond (* 1956), barbadischer Cricketspieler
- Haynes, Diana (* 1982), südafrikanische Squashspielerin
- Haynes, Dionne (* 1978), barbadische Badmintonspielerin
- Haynes, Elwood (1857–1925), US-amerikanischer Erfinder, Metallurge, Automobilpionier und Unternehmer
- Haynes, Euphemia (1890–1980), amerikanische Mathematikerin und Hochschullehrerin
- Haynes, Graham (* 1960), US-amerikanischer Jazzmusiker (Kornett, Trompete, Komposition)
- Haynes, Hamish Robert (* 1974), britischer Radrennfahrer
- Haynes, Henry Williamson (1831–1912), amerikanischer Archäologe
- Haynes, Jim (1933–2021), Verleger und Kulturunternehmer
- Haynes, John (* 1594), englischer Kolonialmagistrat
- Haynes, John Henry (1849–1910), US-amerikanischer Archäologe, Fotograf und Diplomat
- Haynes, John M. (1932–1999), Pionier der Mediation
- Haynes, John-Dylan (* 1971), deutscher HirnforscherJohn-Dylan Haynes (* 1971)

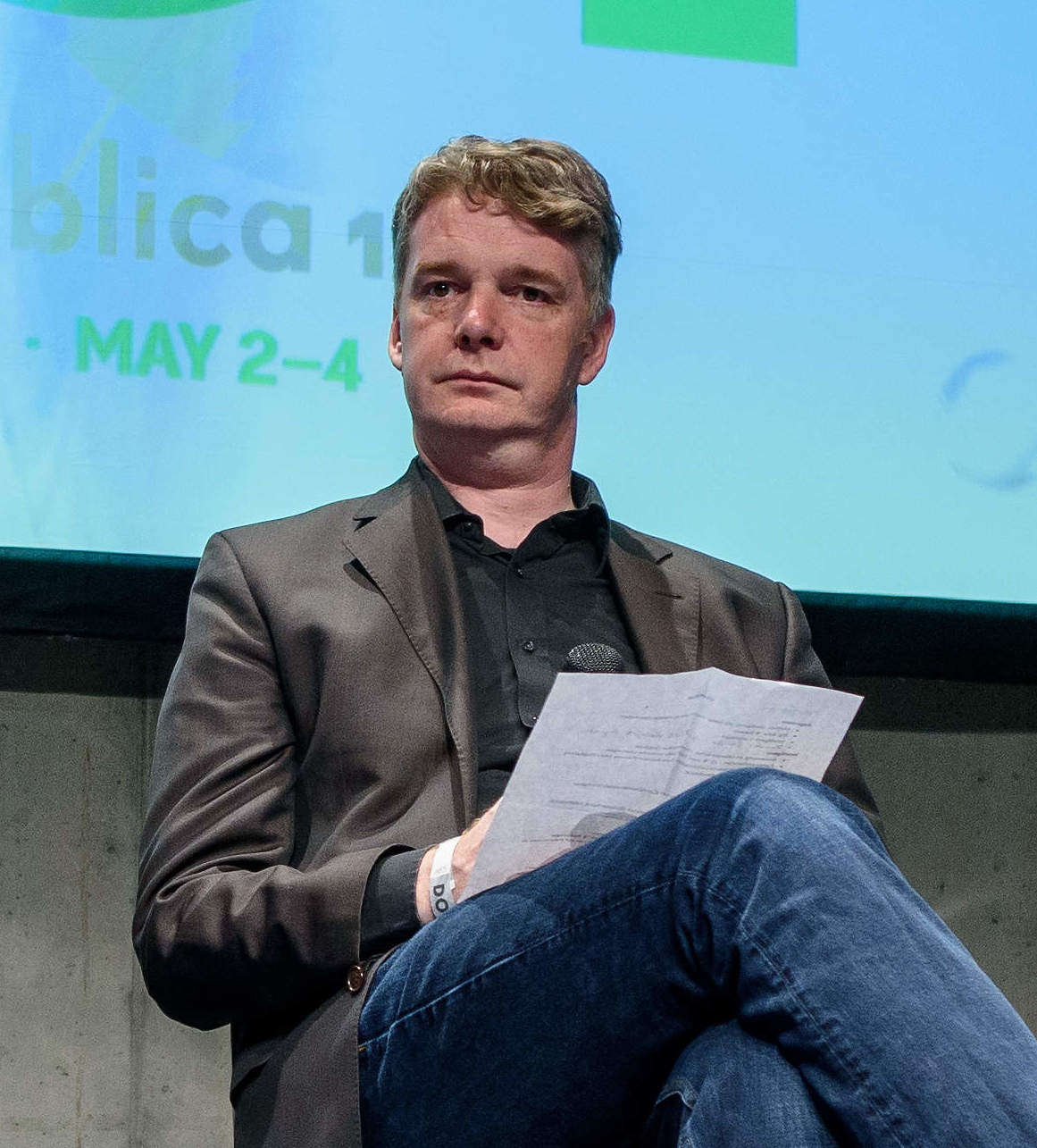
John-Dylan Haynes (* 1971)

- Haynes, Johnny (1934–2005), englischer Fußballspieler
- Haynes, Justin (1973–2019), kanadischer Jazzmusiker (Gitarre)
- Haynes, Kristian (* 1980), schwedischer Fußballspieler
- Haynes, Landon Carter (1816–1875), amerikanischer Politiker
- Haynes, Layla (* 2005), barbadische Leichtathletin
- Haynes, Leroy (1914–1986), US-amerikanischer Restaurantbesitzer und Schauspieler in Frankreich
- Haynes, Linda (1947–2023), US-amerikanische Filmschauspielerin und Anwaltssekretärin
- Haynes, Maddie (* 1998), US-amerikanische Volleyballspielerin
- Haynes, Marques (1926–2015), US-amerikanischer Basketballspieler
- Haynes, Marquez (* 1986), US-amerikanisch-georgischer Basketballspieler
- Haynes, Martha P. (* 1951), US-amerikanische Astronomin
- Haynes, Martin Alonzo (1842–1919), US-amerikanischer Politiker
- Haynes, Michael (* 1981), US-amerikanischer Basketballspieler
- Haynes, Mike (* 1953), US-amerikanischer Footballspieler
- Haynes, Natalie (* 1974), britische Schriftstellerin und Publizistin
- Haynes, Phil (* 1961), US-amerikanischer Schlagzeuger, Komponist und Bandleader
- Haynes, Rachael (* 1986), australische Cricketspielerin
- Haynes, Richard (* 1983), australischer Klarinettist
- Haynes, Robert (1931–1998), kanadischer Genetiker und Biophysiker
- Haynes, Roy (1925–2024), US-amerikanischer Jazz-Schlagzeuger
- Haynes, Stephen (* 1955), US-amerikanischer Blechbläser (Jazz, Improvisationsmusik, Neue Musik)
- Haynes, Sybille (* 1926), deutsch-britische Etruskologin
- Haynes, Teon (* 2006), barbadischer Weitspringer
- Haynes, Todd (* 1961), US-amerikanischer Regisseur, Drehbuchautor und ProduzentTodd Haynes (* 1961)

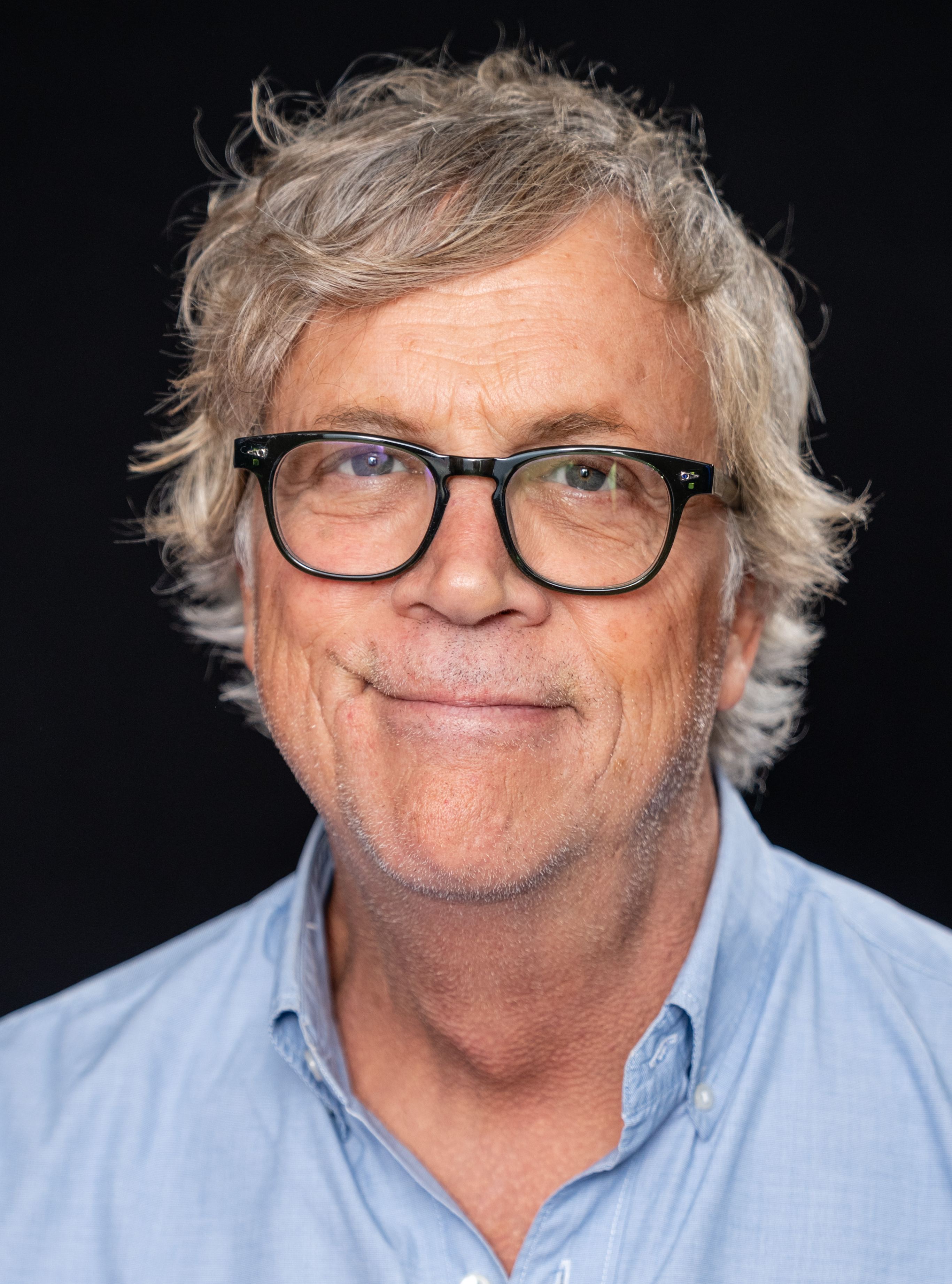
Todd Haynes (* 1961)

- Haynes, Tommy (* 1952), US-amerikanischer Weit- und Dreispringer
- Haynes, Tony (1941–2024), britischer Jazzmusiker (Piano, Posaune, Komposition, Dirigat)
- Haynes, Walter M. (1897–1967), US-amerikanischer Politiker
- Haynes, Warren (* 1960), US-amerikanischer Rock- und Blues-Gitarrist, Sänger und Songwriter
- Haynes, William († 1954), britischer Schwimmer und Wasserballspieler
- Haynes, William E. (1829–1914), US-amerikanischer Politiker
- Haynes, Williams (1886–1970), US-amerikanischer Chemiehistoriker, Verleger und Journalist
- Haynes-Smith, William (1839–1928), englischer Kolonialverwalter
- Haynie, Dave (* 1961), US-amerikanischer Chipdesigner, gilt als Vater des Amiga
- Haynie, Jim (1940–2021), US-amerikanischer Schauspieler
- Haynie, Kristin (* 1983), US-amerikanische Basketballspielerin und -trainerin

### Hayo
- Hayo Harlda († 1441), ostfriesischer Häuptling zu Jever
- Hayo, Bernhard (* 1951), deutscher Verleger, Autor, Maler und Musiker
- Hayo, Thomas (* 1969), deutscher Creative DirectorThomas Hayo (* 1969)

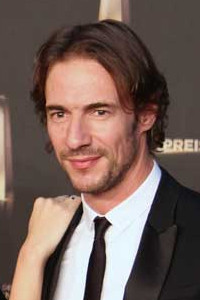
Thomas Hayo (* 1969)

- Hayon, Jaime (* 1974), spanischer Künstler und Designer
- Hayosh, Idan (* 1979), israelischer Künstler
- Hayoz, Barbara (* 1962), Schweizer Politikerin (FDP)
- Hayoz, Regula (* 1977), Schweizer Politikerin (Grüne)
- Hayoz-Häfeli, Hedwig (* 1935), Schweizer Malerin und Bildhauerin

### Hayp
- Haypeter, Werner (* 1955), deutscher Maler, Bildhauer, Raumkünstler

### Hayr
- Hayrapetyan, Levon (* 1989), armenischer Fußballspieler
- Hayreddin Pascha († 1890), osmanischer und tunesischer StaatsmannHayreddin Pascha († 1890)

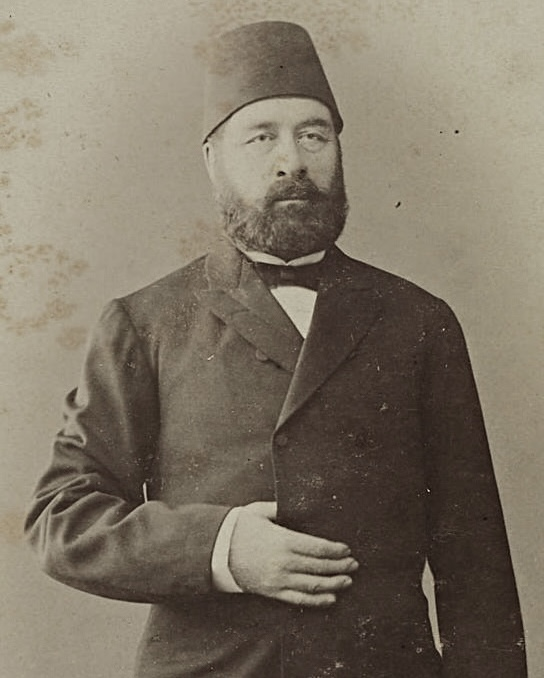
Hayreddin Pascha († 1890)

### Hays
- Hays, Bryan Beaumont (1920–2017), US-amerikanischer Komponist und Musikpädagoge
- Hays, Charles (1834–1879), US-amerikanischer Plantagenbesitzer und Politiker sowie konföderierter Offizier
- Hays, Charles M. (1856–1912), US-amerikanischer Eisenbahnunternehmer
- Hays, Edward (1900–1959), britischer Autorennfahrer
- Hays, Edward D. (1872–1941), US-amerikanischer Politiker
- Hays, Edward R. (1847–1896), US-amerikanischer Politiker
- Hays, Frank L. (1922–2003), US-amerikanischer Politiker
- Hays, George P. (1892–1978), US-amerikanischer Generalleutnant der US-Army
- Hays, George Washington (1863–1927), US-amerikanischer Politiker, Gouverneur von Arkansas
- Hays, H. R. (1904–1980), US-amerikanischer Dramatiker, Romanautor, Lyriker und Übersetzer
- Hays, Harry (1909–1982), kanadischer Unternehmer, Landwirt und Politiker
- Hays, Harry T. (1820–1876), General der Konföderierten Staaten
- Hays, K. Michael (* 1952), US-amerikanischer Architekturhistoriker und Hochschullehrer
- Hays, Kathryn (1934–2022), US-amerikanische Schauspielerin
- Hays, Kevin (* 1968), US-amerikanischer Jazzmusiker
- Hays, Kevin (* 1994), US-amerikanischer Speedcuber
- Hays, Lauren (* 1968), US-amerikanische Schauspielerin und Country-Sängerin
- Hays, Lawrence Brooks (1898–1981), US-amerikanischer Politiker
- Hays, Mary (1759–1843), britische Schriftstellerin und Frauenrechtlerin
- Hays, Mia (* 2004), US-amerikanische Schauspielerin und Model
- Hays, Richard B. (1948–2025), US-amerikanischer methodistischer Theologe, Neutestamentler und Autor
- Hays, Robert (* 1947), US-amerikanischer SchauspielerRobert Hays (* 1947)

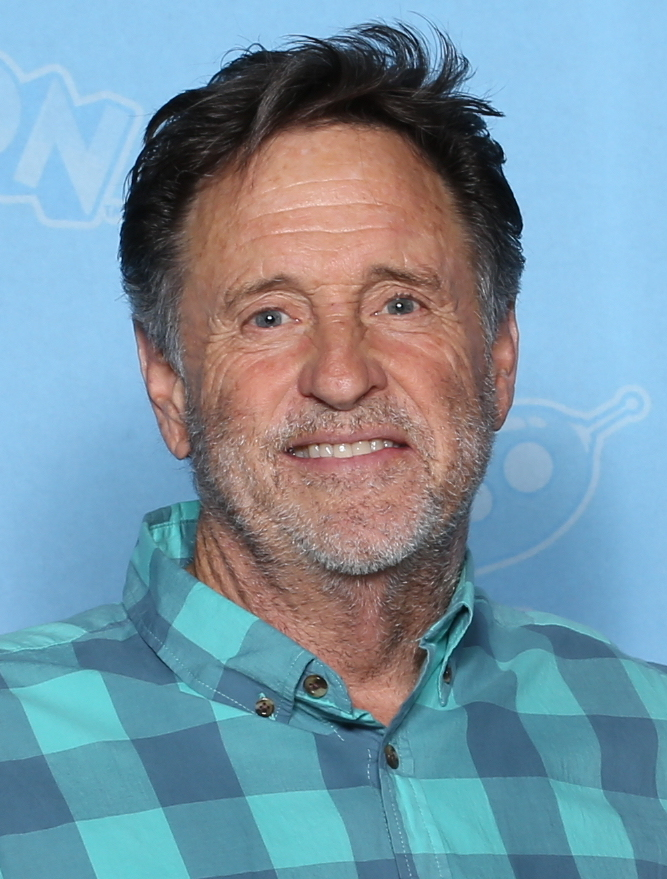
Robert Hays (* 1947)

- Hays, Ron (1945–1991), US-amerikanischer Computergrafiker, Multimediakünstler und Digitaler Künstler
- Hays, Ronald J. (1928–2021), US-amerikanischer Admiral der US Navy
- Hays, Samuel (1783–1868), US-amerikanischer Politiker
- Hays, Samuel Lewis (1794–1871), US-amerikanischer Politiker
- Hays, Sorrel (1941–2020), US-amerikanische Komponistin, Musikerin und Pianistin
- Hays, Todd (* 1969), amerikanischer Bobfahrer
- Hays, Wayne (1911–1989), US-amerikanischer Politiker (Demokratische Partei)
- Hays, Will H. (1879–1954), US-amerikanischer Politiker und Manager in der Filmwirtschaft
- Ḥayṣa Bayṣa († 1179), arabischer Poet
- Haysbert, Dennis (* 1954), US-amerikanischer SchauspielerDennis Haysbert (* 1954)

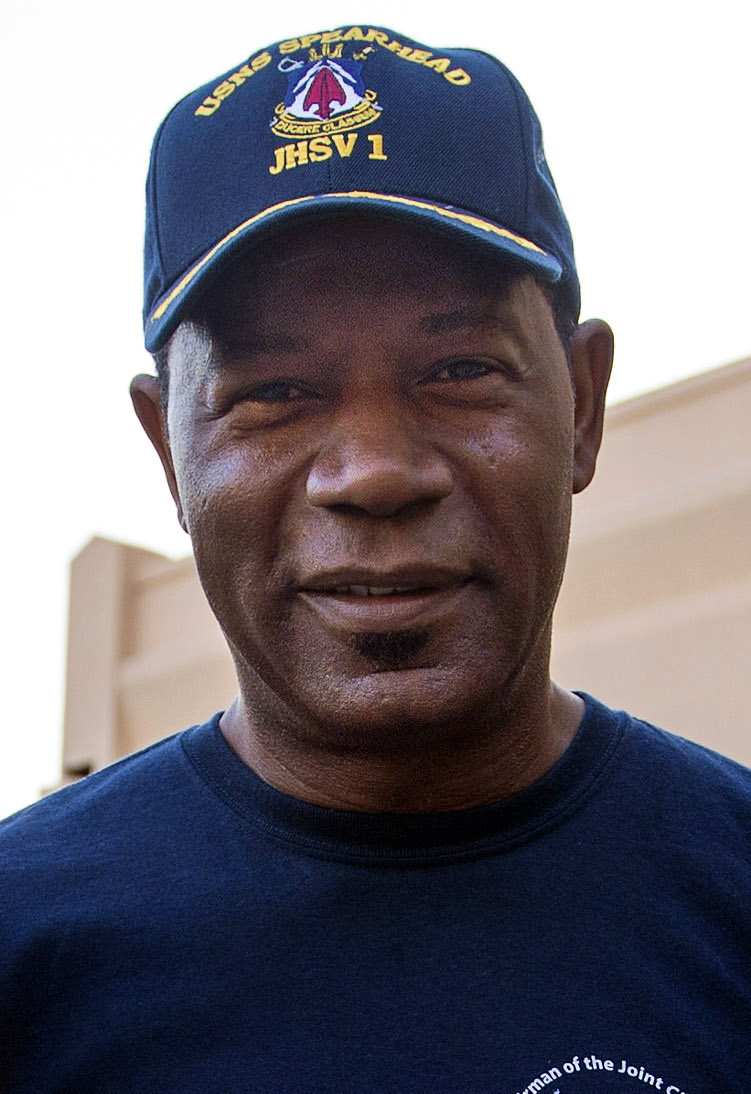
Dennis Haysbert (* 1954)

- Hayser, Erik (* 1980), mexikanischer Fernseh- und Theaterschauspieler
- Haysom, Elizabeth (* 1964), kanadische Mörderin
- Haysom, Nicholas (* 1952), südafrikanischer Rechtsanwalt und UN-Diplomat
- Hayssen, Virginia (* 1951), US-amerikanische Säugetierforscherin und Hochschullehrerin

### Hayt
- Hayter, Arthur, 1. Baron Haversham (1835–1917), britischer Peer, Politiker und Offizier
- Hayter, Charles (1761–1835), englischer Maler
- Hayter, David (* 1969), US-amerikanischer Synchronsprecher, Schauspieler und Drehbuchautor
- Hayter, Dianne, Baroness Hayter of Kentish Town (* 1949), britische Politikerin, die für die Labour Party im House of Lords sitzt
- Hayter, Ethan (* 1998), britischer Radsportler
- Hayter, George (1792–1871), englischer Maler
- Hayter, James (1907–1983), britischer Schauspieler
- Hayter, Kristin (* 1986), US-amerikanische MusikerinKristin Hayter (* 1986)

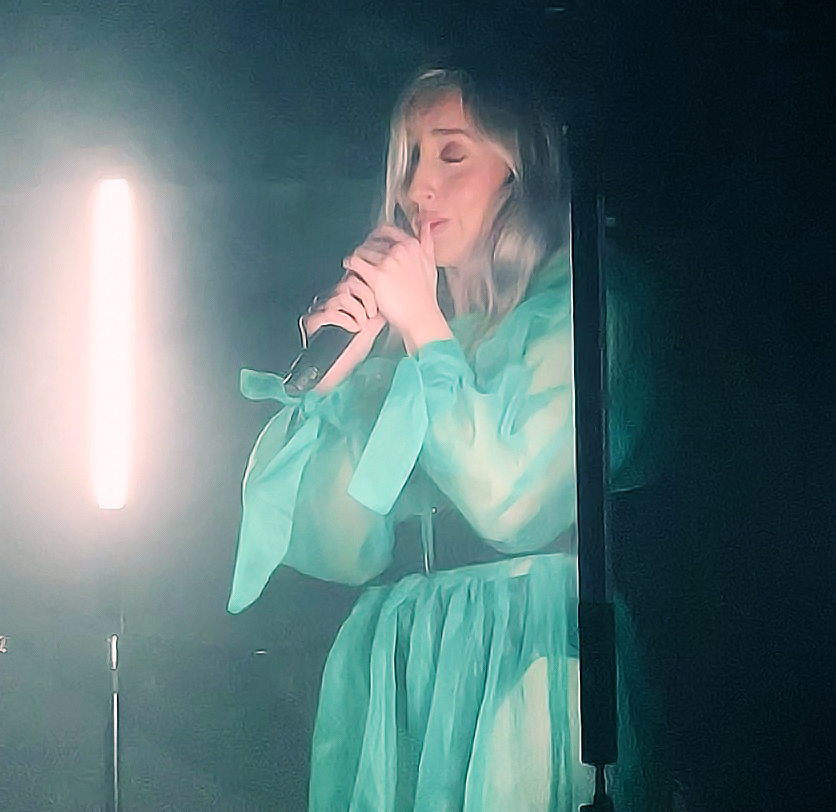
Kristin Hayter (* 1986)

- Hayter, Leo (* 2001), britischer Radrennfahrer
- Hayter, Sparkle (* 1958), kanadische Journalistin, Komikerin und Schriftstellerin
- Hayter, Stanley William (1901–1988), britischer Maler und Grafiker
- Hayter, William (1906–1995), britischer Diplomat und Verwaltungsbeamter
- Hayton, Barrett (* 2000), kanadischer Eishockeyspieler
- Hayton, Dudley (* 1953), britischer Radrennfahrer
- Hayton, Lennie (1908–1971), US-amerikanischer Pianist und Arrangeur des Swing sowie Filmkomponist

### Hayu
- Hayum, Elias (1709–1766), Hof- und Milizfaktor in Mannheim
- Hayum, Jakob († 1682), deutscher Mediziner und in Mannheim praktizierender Arzt sowie „Judenarzt“
- Hayum, Simon (1867–1948), Tübinger Rechtsanwalt und Gemeinderat

### Hayw
- Hayward Barker, Lucy (1872–1948), US-amerikanische Malerin des Impressionismus
- Hayward, Alison (* 1958), kanadische Speerwerferin
- Hayward, Bernie (* 1949), britischer Hindernis-, Mittel- und Langstreckenläufer
- Hayward, Brian (* 1960), kanadischer Eishockeytorwart
- Hayward, Bronwyn, neuseeländische Klimawissenschaftlerin
- Hayward, Casey (* 1989), US-amerikanischer American-Football-Spieler
- Hayward, Charles (* 1951), britischer Rock- und Fusionmusiker (Schlagzeug)
- Hayward, Cynthia (* 1948), US-amerikanische Schauspielerin
- Hayward, Debra, britische Filmproduzentin
- Hayward, George W. (1839–1870), britischer Forschungsreisender
- Hayward, Gordon (* 1990), US-amerikanischer Basketballspieler
- Hayward, Jack (1923–2015), britischer Geschäftsmann und Fußballfunktionär
- Hayward, Jeremy (* 1993), australischer Hockeyspieler
- Hayward, Jim (1900–1981), US-amerikanischer Schauspieler
- Hayward, Julie (* 1968), österreichische Bildhauerin und Zeichnerin
- Hayward, Justin (* 1946), britischer Sänger, Gitarrist und Songwriter, Mitglied der Moody BluesJustin Hayward (* 1946)

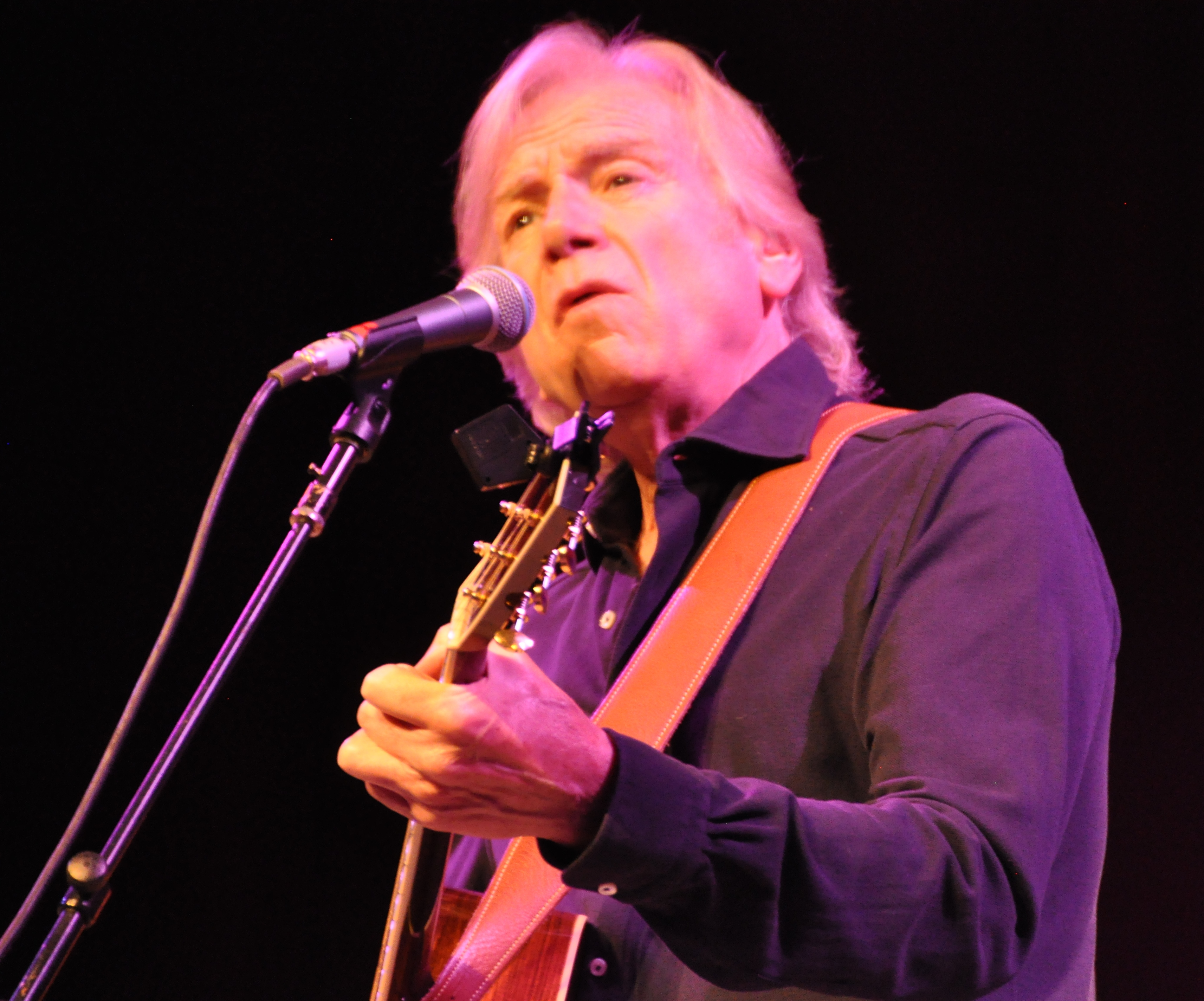
Justin Hayward (* 1946)

- Hayward, Kara (* 1998), US-amerikanische SchauspielerinKara Hayward (* 1998)

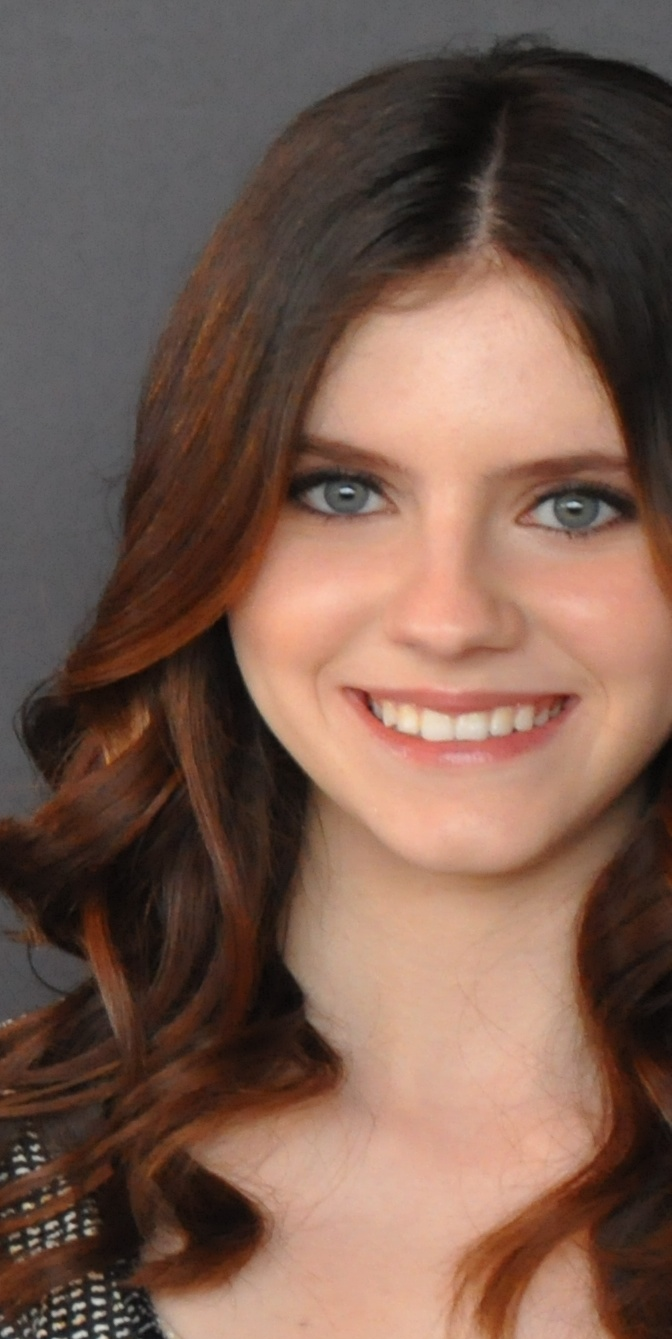
Kara Hayward (* 1998)

- Hayward, Katie (* 2000), australische Leichtathletin
- Hayward, Lance (1916–1991), bermudischer Jazzpianist
- Hayward, Lawrence (* 1961), britischer Musiker
- Hayward, Leland (1902–1971), US-amerikanischer Theater- und Filmproduzent sowie Talentagent
- Hayward, Louis (1909–1985), britischer Film- und Theaterschauspieler
- Hayward, Lucas (* 1986), neuseeländischer Schauspieler
- Hayward, Matthew (* 1989), kanadischer Freestyle-Skisportler
- Hayward, Monroe Leland (1840–1899), US-amerikanischer Politiker und Senator (Nebraska)
- Hayward, Rachel (* 1968), kanadische Filmschauspielerin
- Hayward, Richard (1946–2010), US-amerikanischer Rockschlagzeuger
- Hayward, Robert (* 1949), britischer Politiker
- Hayward, Robin (* 1969), britischer Tubist und Komponist
- Hayward, Rosemary (* 1980), australische Sprinterin
- Hayward, Roxane (* 1991), südafrikanisches Model und Schauspielerin
- Hayward, Steven F. (* 1958), US-amerikanischer Publizist und Politikwissenschaftler
- Hayward, Susan (1917–1975), US-amerikanische FilmschauspielerinSusan Hayward (1917–1975)

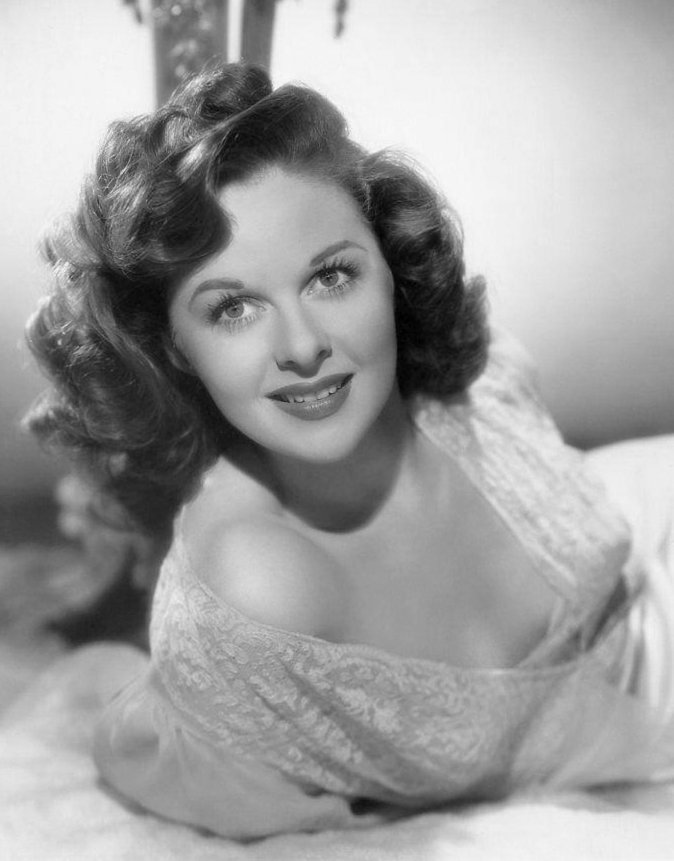
Susan Hayward (1917–1975)

- Hayward, Thomas († 1797), britischer Seeoffizier
- Hayward, Thomas B. (1924–2022), US-amerikanischer Admiral der US Navy
- Hayward, Tony (* 1957), britischer Manager
- Hayward, Victor (* 1887), britischer Gelegenheitsarbeiter und Antarktisreisender
- Hayward, Wally (1908–2006), südafrikanischer Langstreckenläufer
- Hayward, William (1787–1836), US-amerikanischer Politiker
- Haywood, Amanda (* 2000), barbadische Squashspielerin
- Haywood, Brendan (* 1979), US-amerikanischer Basketballspieler
- Haywood, Cedric (1914–1969), US-amerikanischer Jazz-Pianist
- Haywood, Chris (* 1948), australischer Schauspieler
- Haywood, Dave (* 1982), US-amerikanischer Country-Musiker
- Haywood, Eliza (1693–1756), britische Schauspielerin und Schriftstellerin
- Haywood, Elizabeth (1773–1836), englische Strafgefangene
- Haywood, Harry (1898–1985), US-amerikanischer Politiker (CPUSA)
- Haywood, Hurley (* 1948), US-amerikanischer Automobilrennfahrer
- Haywood, John (* 1956), britischer Historiker und Kartenautor
- Haywood, Kate (* 1987), britische Schwimmerin
- Haywood, Ross (* 1947), australischer Geher
- Haywood, Spencer (* 1949), US-amerikanischer Basketballspieler
- Haywood, William Dudley (1869–1928), US-amerikanischer Gewerkschafter
- Haywood, William Henry (1801–1852), US-amerikanischer Politiker
- Hayworth, Donald (1898–1982), US-amerikanischer Politiker
- Hayworth, J. D. (* 1958), US-amerikanischer Politiker
- Hayworth, Kara Lily (* 1988), britische Film- und Theaterschauspielerin, Sängerin und Musicaldarstellerin
- Hayworth, Nan (* 1959), US-amerikanische Politikerin
- Hayworth, Rita (1918–1987), US-amerikanische SchauspielerinRita Hayworth (1918–1987)

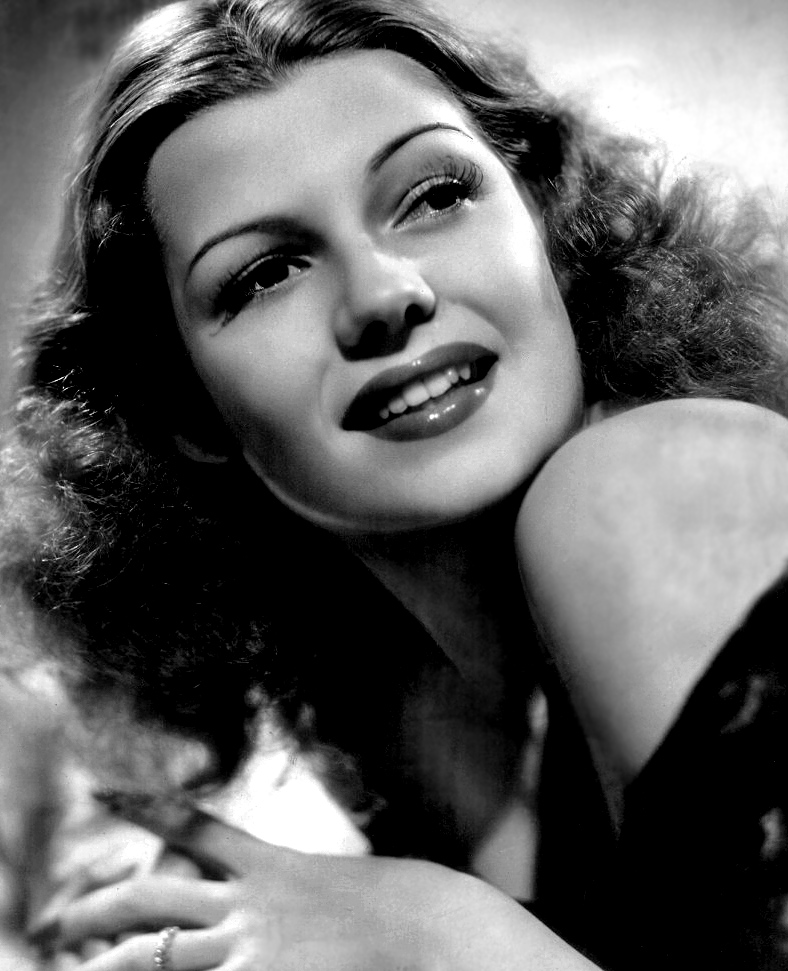
Rita Hayworth (1918–1987)

- Hayworth, Vinton (1906–1970), US-amerikanischer Schauspieler
- Haywyre (* 1992), US-amerikanischer Electro-Musikproduzent

### Hayy
- Hayyim, Abraham ben Judah ibn, portugiesischer Autor